# قائمة أنهار التشيك

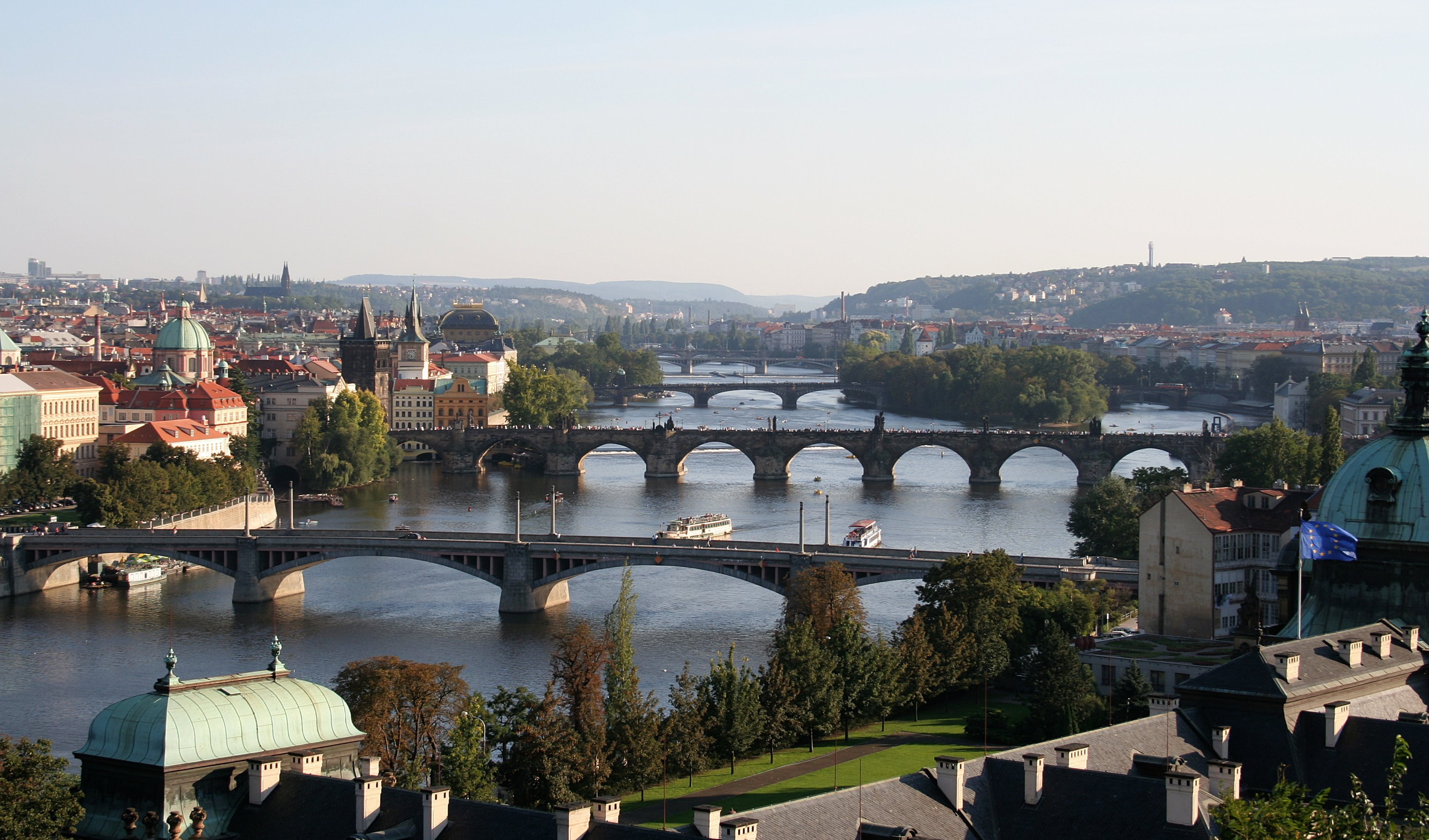
نهر فلتافا في العاصمة التشيكية براغ

هذه هي قائمة الأنهار في الجمهورية التشيكية.
اللغة التشيكية يميز بين أكبر (النهر) وأصغر (تيار، الخور، بروك الخ) المجاري المائية، ومنها أن تكون الأسماء ريكا (المؤنث، «النهر»)، وبوتوك (المذكر، «التيار»). أسماء الأنهار هي في معظمها قائمة بذاتها الأسماء وليس يترافق مع كلمة عامة لنهر (باستثناء عندما الارتباك قد تنشأ نظرا لتقاسم اسم مع بعض المدن، على سبيل المثال Jihlava، في مثل هذه الحالات واحد يقول أحيانا ريكا Jihlava). في المقابل، أسماء تيار تتكون في معظمها من كلمتين لأنها تحتوي على صفة (النابعة عادة من الخصائص الفيزيائية (مثل سيرني بوتوك، «التيار الأسود»)، واستخدام (على سبيل المثال Mlýnský بوتوك، «التيار ميل») أو المستمدة من موقع من خلاله التدفقات (على سبيل المثال Rakovnický بوتوك، «Rakovník ستريم»)). وتستخدم هذه الأسماء ثنائية كلمة ككل، وبوتوك كلمة صنع جزء لا يتجزأ من الاسم (أي Mlýnský بوتوك، وليس فقط Mlýnský). وهناك أيضا تيارات من كلمة واحدة مع أسماء (مذكر أو مؤنث) أقرب إلى الأنهار (مثل Botič أو Modla) ولكنها تعتبر مجرد أنها تيارات نظرا لصغر حجمها. في مثل هذه الحالات، بوتوك كلمة هو اختياري وتسبق اسم (بوتوك Modla).

## أحواض الصرف

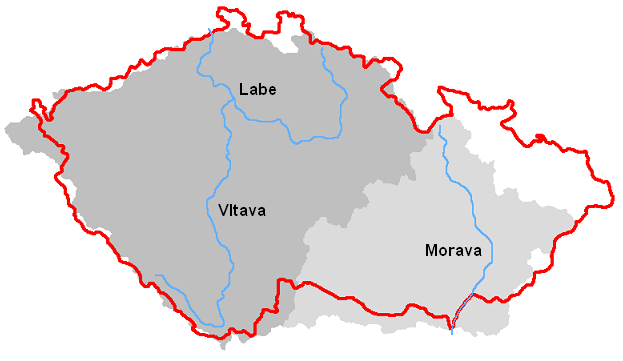
Catchment areas of the إلبه-فلتافا system (dark grey) and the مورافا-Thaya (light grey) before they leave Czech territory. The remaining white areas in the northeast and north belong to the الأودر and its tributaries while narrow white strip along southwestern border denotes some smaller direct tributaries of the دانوب.

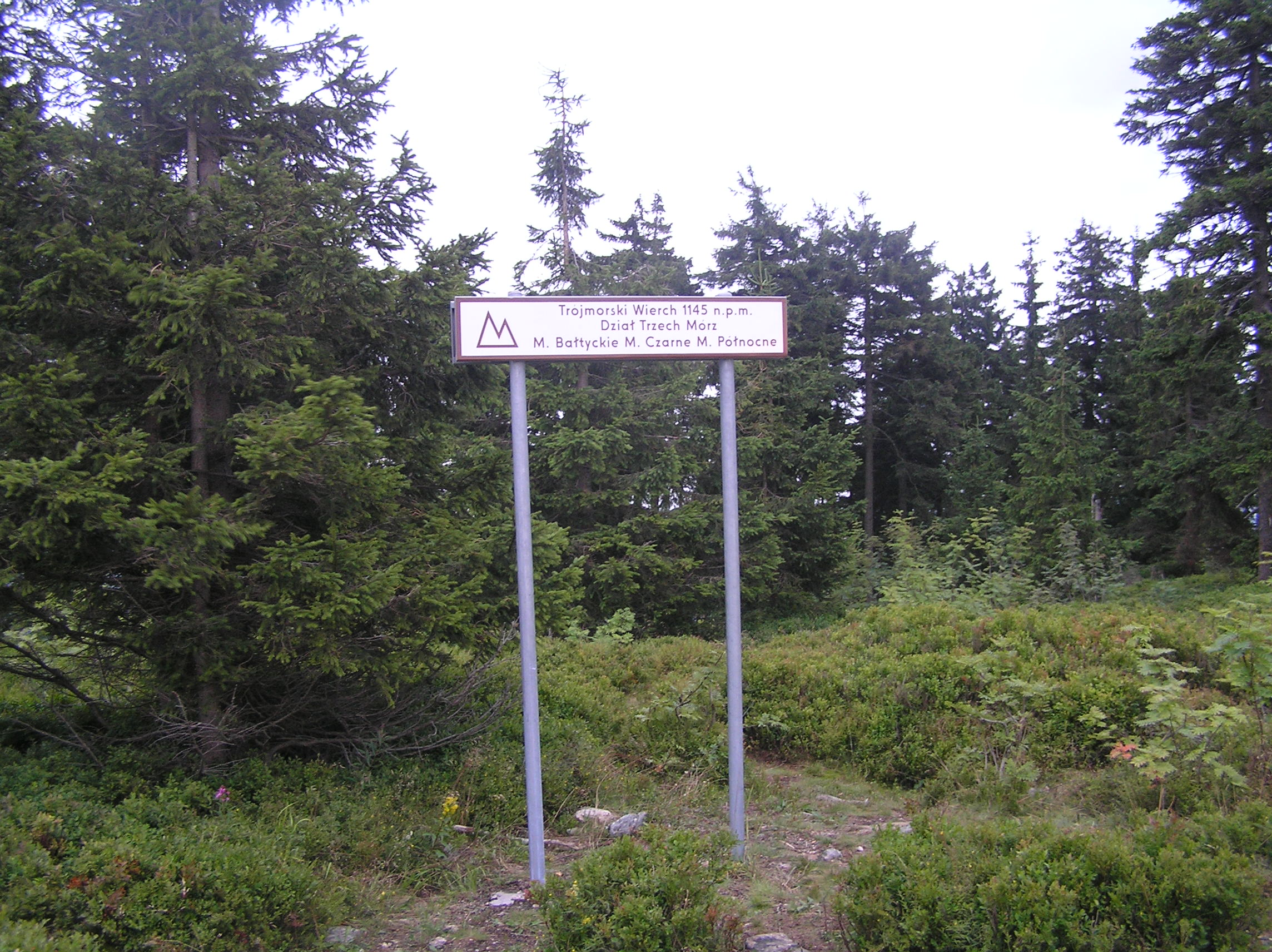
Triple Divide Point marked on summit of Mt. Klepý

كما مستجمعات المياه الرئيسية الأوروبي يمر عبر جمهورية التشيك، وهناك ثلاثة اتجاهات والمناطق الرئيسية لتصريف المياه (حوالي جدا متداخلة مع الأراضي التاريخية لبوهيميا ومورافيا وسيليزيا): يتم تصريف ما يقرب من 2/3 من هذا البلد في اتجاه شمال غرب من خلال الالب في في بحر الشمال. نهر مورافا تتدفق نحو SE بجمع المياه من المناطق الشرقية من جمهورية التشيك والتصريف في نهر الدانوب الذي يصب في البحر الأسود. ينضب شمال شرق البلاد وبعض الأجزاء الشمالية من الأراضي التي أودر وروافده مثل نيس Lausitzer في بحر البلطيق. يقع المثلث المقابلة مستجمعات المياه مع علامة ل «سقف من أوروبا» رمزي (50 ° 8'55 "N 016 ° 46'57" E) على الحدود التشيكية البولندية على جبل. Klepý قرب Dolní مورافا في جبال Sněžník Králický.
في منطقة مستجمعات المياه من الالب وصولا إلى الحدود التشيكية الألمانية في Hřensko / Schöna تغطي 51394 كيلومتر مربع (19843 ميل مربع). هذا الرقم يشمل دورات العلوي من بعض الروافد التي تبدأ في الدول المجاورة. المنطقة فقط داخل حدود التشيكية أصغر قليلا، وهذا هو الرقم الوارد في الجدول التالي، مما يدل على الأراضي التشيكية مقسمة بعد أحواض الصرف.
| النهر       | مستوى 1 | مستوى 2   | مستوى 3  |
| ----------- | ------- | --------- | -------- |
| إلبه        | 49,933  |           |          |
| فلتافا      |         | 27,006.70 |          |
| Ohře        |         | 4,601.05  |          |
| دانوب       | 21,736  |           |          |
| مورافا      |         | 20,692.4  |          |
| Thaya       |         |           | 11,164.7 |
| الأودر      | 7,217   |           |          |
| total (km²) | 78,886  |           |          |

## جدول الأنهار
في حين الالب هو أطول نهر التشيكية ذات الصلة عند قياسه من خلال طولها الإجمالي (أي بما في ذلك بطبيعة الحال أقل في ألمانيا)، فلتافا لها روافد تفوق على أنها أطول نهر في اقليم المناسبة الجمهورية التشيكية (في الواقع يحمل فلتافا حتى في التقاء أكثر المياه من الالب).
| الترتيب | النهر                   | Length within CR (km) | Avg. discharge (m³/s) | Total basin (km²) | Tributary to | Mouth location                    | الصورة                                                                |
| ------- | ----------------------- | --------------------- | --------------------- | ----------------- | ------------ | --------------------------------- | --------------------------------------------------------------------- |
| 1.      | فلتافا                  | 430                   | 151                   | 28,090            | إلبه         | منيلنيك                           | Slapy Reservoir on middle course of the Vltava                        |
| 2.      | إلبه (Labe)             | 370                   | 308                   | 144,055           | بحر الشمال   | كوكسهافن (ألمانيا)                | Confluence of إلبه and Ploučnice in ديتشين                            |
| 3.      | مورافا                  | 284                   | 65                    | 26,658            | دانوب        | براتيسلافا-Devín (سلوفاكيا)       | مورافا near Uherský Ostroh                                            |
| 4.      | Ohře                    | 256                   | 38                    | 5,614             | إلبه         | ليتوميريتسه                       | Ohře near Doksany during a dry summer                                 |
| 5.      | نهر بيرونكا (نهر مجه)   | 246                   | 36                    | 8,823             | فلتافا       | براغ-Lahovice                     | نهر بيرونكا flowing through Czech Karst near Tetín                    |
| 6.      | Sázava                  | 225                   | 25                    | 4,350             | فلتافا       | Davle                             | Sázava near ruin of Zbořený Kostelec Castle                           |
| 7.      | Thaya (Dyje)            | 209                   | 44                    | 13,419            | مورافا       | هوهيناو (بافاريا السفلى) (النمسا) | Thaya in Podyjí National Park                                         |
| 8.      | Jihlava                 | 185                   | 12                    | 3,117             | Svratka      | Ivaň                              | Jihlava near Dolní Kounice                                            |
| 9.      | Svratka                 | 174                   | 15                    | 7,119             | Thaya        | Pouzdřany                         | Svratka in Brno-Bystrc                                                |
| 10.     | Jizera                  | 164                   | 24                    | 2,193             | إلبه         | Lázně Toušeň                      | Jizera near Malá Skála                                                |
| 11.     | Lužnice                 | 153                   | 24                    | 4,226             | فلتافا       | Neznašov                          | A weir on the Lužnice in Dobronice near Bechyně                       |
| 12.     | الأودر (Odra)           | 136                   | 48                    | 118,861           | بحر البلطيق  | اشوينواويشتشه (بولندا)            | الأودر in أوسترافا                                                    |
| 13.     | Orlice (+Divoká Orlice) | 136                   | 22                    | 2,036             | إلبه         | هرادتس كرالوفه                    | Orlice near Třebechovce pod Orebem                                    |
| 14.     | Otava (+Vydra)          | 134                   | 26                    | 3,788             | فلتافا       | Zvíkov                            | Otava in سوشيتسا                                                      |
| 15.     | Opava                   | 129                   | 18                    | 2,088             | الأودر       | أوسترافا-Nová Ves                 | Opava near Háj ve Slezsku                                             |
| 16.     | Bečva (Vsetínská Bečva) | 120                   | 18                    | 1,626             | مورافا       | Troubky                           | Bečva near Grymov                                                     |
| 17.     | نهر رادبوزا             | 112                   | 11                    | 2,179             | نهر بيرونكا  | بلزن                              | نهر رادبوزا in Dobřany                                                |
| 18.     | نهر أوهلافا             | 109                   | 6                     | 919               | نهر رادبوزا  | بلزن-Doudlevce                    | Upper course of the نهر أوهلافا                                       |
| 19.     | Moravice                | 105                   | 8                     | 901               | Opava        | أوبافا                            | Source of the Moravice is located high in the Hrubý Jeseník Mountains |
| 20.     | Chrudimka               | 104                   | 6                     | 870               | إلبه         | باردوبيتسه                        | Chrudimka near Škrovád                                                |
| 21.     | Ploučnice               | 103                   | 9                     | 1,194             | إلبه         | ديتشين                            | Ploučnice near تشيسكا ليبا                                            |
| 22.     | Oslava                  | 100                   | 4                     | 867               | Jihlava      | Ivančice-Letkovice                | Oslava in Oslavany                                                    |

## قائمة التسلسل الهرمي
الأنهار لا تقع أنفسهم داخل جمهورية التشيك ولكن تظهر روافد امتلاك الناشئة على الأراضي التشيكية في يتوسطه خط مائل. وأكد الأنهار أكثر من 100 كم أو وجود إفرازات متوسط أكبر من 10 متر مكعب / ثانية في جريئة.

### الأنهار التي تصب فيبحر الشمال(حوضإلبه)
tributaries joining the Elbe during its course through Germany (from area along Czech-German border in NW of the country, esp. from جبال الخام)

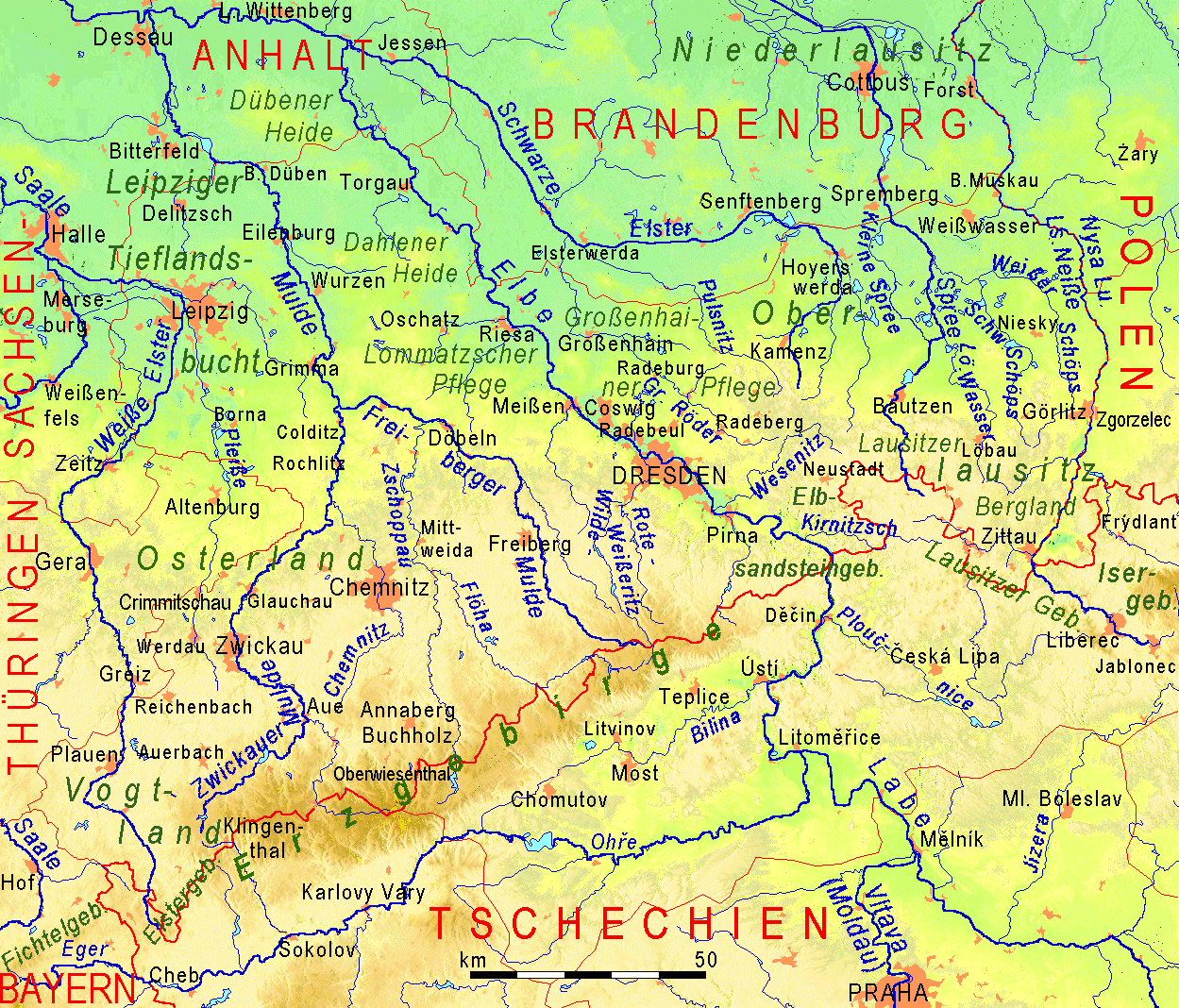
Some rivers of ساكسونيا، تورينغن and براندنبورغ have their headwaters located in the Czech Republic

Scheme of principal tributaries and their contribution to average discharge of the Elbe (in m³/s)

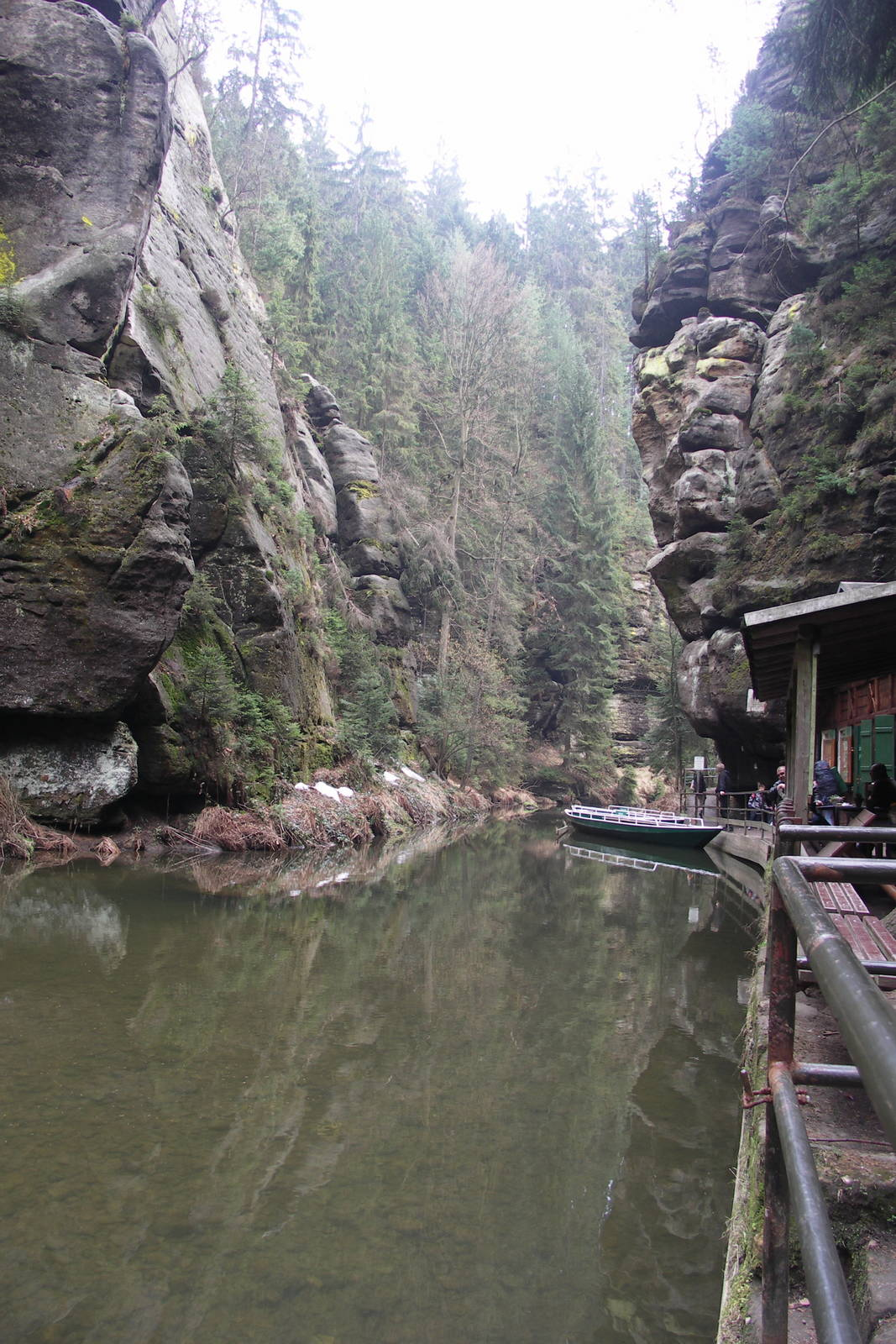
Canyon of the Křinice in rocks of the جبال الإلبه الحجرية الرملية

- إلبه ((بالتشيكية: Labe)‏, (بالألمانية: Elbe)‏; leaves the Czech Republic at هرينسكو، empties into the بحر الشمال)
  - نهر هافل
    - نهر شبريه (c. 1 km section of upper course in Fukov salient؛ in Lusatian Highlands)

  - زاله
    - Rokytnice ((بالألمانية: Südliche Regnitz)‏; originates in Fichtelgebirge)
    - إلستر الأبيض ((بالألمانية: Weiße Elster)‏; originates in Fichtelgebirge)

  - Mulde
    - Zwickauer Mulde
      - Černá ((بالألمانية: Schwarzwasser)‏; originates in جبال الخام)

    - Moldavský potok ((بالألمانية: Freiberger Mulde)‏; originates in جبال الخام)
      - Zschopau
        - Polava ((بالألمانية: Pöhlbach)‏; originates in جبال الخام)
        - Přísečnice ((بالألمانية: Preßnitz)‏; originates in جبال الخام)
          - Černá voda (بالألمانية: Schwarzwasser)‏

        - Flájský potok ((بالألمانية: Flöha)‏; originates in جبال الخام)
          - Černá (بالألمانية: Schwarze Pockau)‏
          - Načetínský potok (بالألمانية: Natzschung)‏
          - Svídnice (بالألمانية: Schweinitz)‏

  - Weißeritz
    - Divoká Bystřice ((بالألمانية: Wilde Weißeritz)‏; originates in جبال الخام)
      - Rašelinový potok

  - Müglitz
    - Mohelnice ((بالألمانية: Weiße Müglitz)‏; originates in جبال الخام)
    - Černý potok ((بالألمانية: Schwarzbach, Schwarze Müglitz)‏)
    - Rybný potok ((بالألمانية: Gottleuba)‏; originates in جبال الخام)
      - بهرا (صحيفة) ((بالألمانية: Bahra, Mordgrundbach)‏)
        - Petrovický potok (بالألمانية: Buschbach)‏
          - Olšový potok
            - Rájecký potok

      - Hraniční potok
      - Větrovský potok
      - Lišči potok (بالألمانية: Fuchsenbach)‏

  - Ostrovská Bělá ((بالألمانية: Biela)‏; originates in جبال الإلبه الحجرية الرملية)
    - Sněžnický potok
    - Liščí potok ((بالألمانية: Fuchsbach, Cunnersdorfer Bach)‏)
      - Dubný potok (بالألمانية: Taubenbach)‏
        - Mlžný potok

      - Sporný potok

  - Lachsbach
    - Vilémovský potok (aka Sebnice, (بالألمانية: Sebnitz)‏; originates in جبال الإلبه الحجرية الرملية)

  - Křinice ((بالألمانية: Kirnitzsch)‏; originates in جبال الإلبه الحجرية الرملية)

tributaries joining the Elbe within Czech Republic, i.e. rivers from major part of بوهيميا)
- - Kamenice (in هرينسكو)
  - Ploučnice (in ديتشين)
    - Robečský potok
    - Svitávka

  - Jílovský potok (in ديتشين)
  - Bílina (in أوستي ناد لابم)
    - Srpina

  - Modla (in Lovosice)
  - Ohře ((بالألمانية: Eger)‏; in ليتوميريتسه)
    - Čepel (in Doksany)
    - Chomutovka (below Postoloprty)
    - Hasina
    - Blšanka
    - Liboc (in Libočany)
    - Bystřice
    - Teplá (in كارلوفة)
      - Otročínský potok
      - Pramenský potok

    - رولافا (in كارلوفة)
    - Svatava ((بالألمانية: Zwota, Zwodau)‏; in سوكولوف)

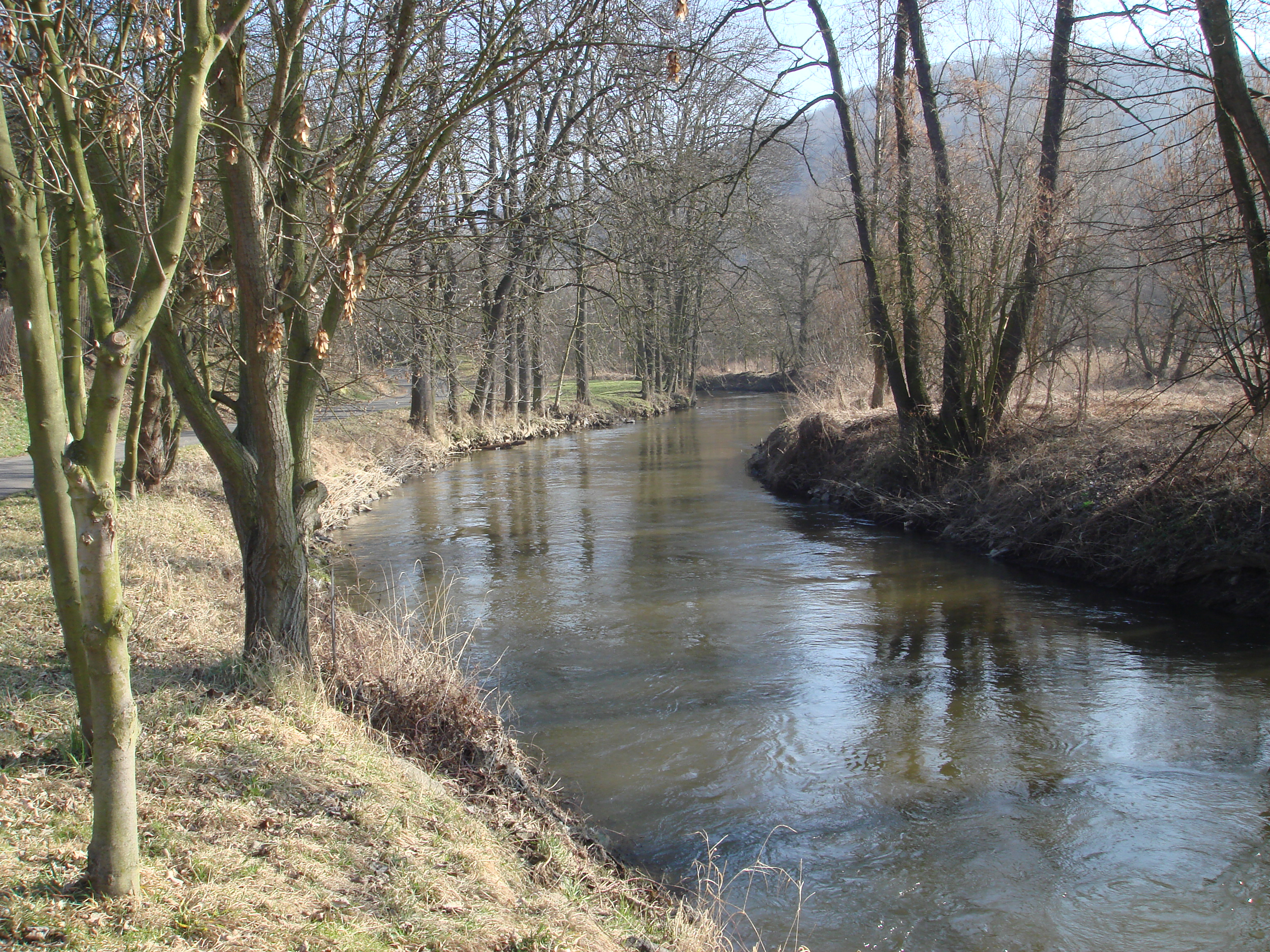
Bílina River in Stadice before أوستي ناد لابم (ústí is the لغة تشيكية for "river mouth")

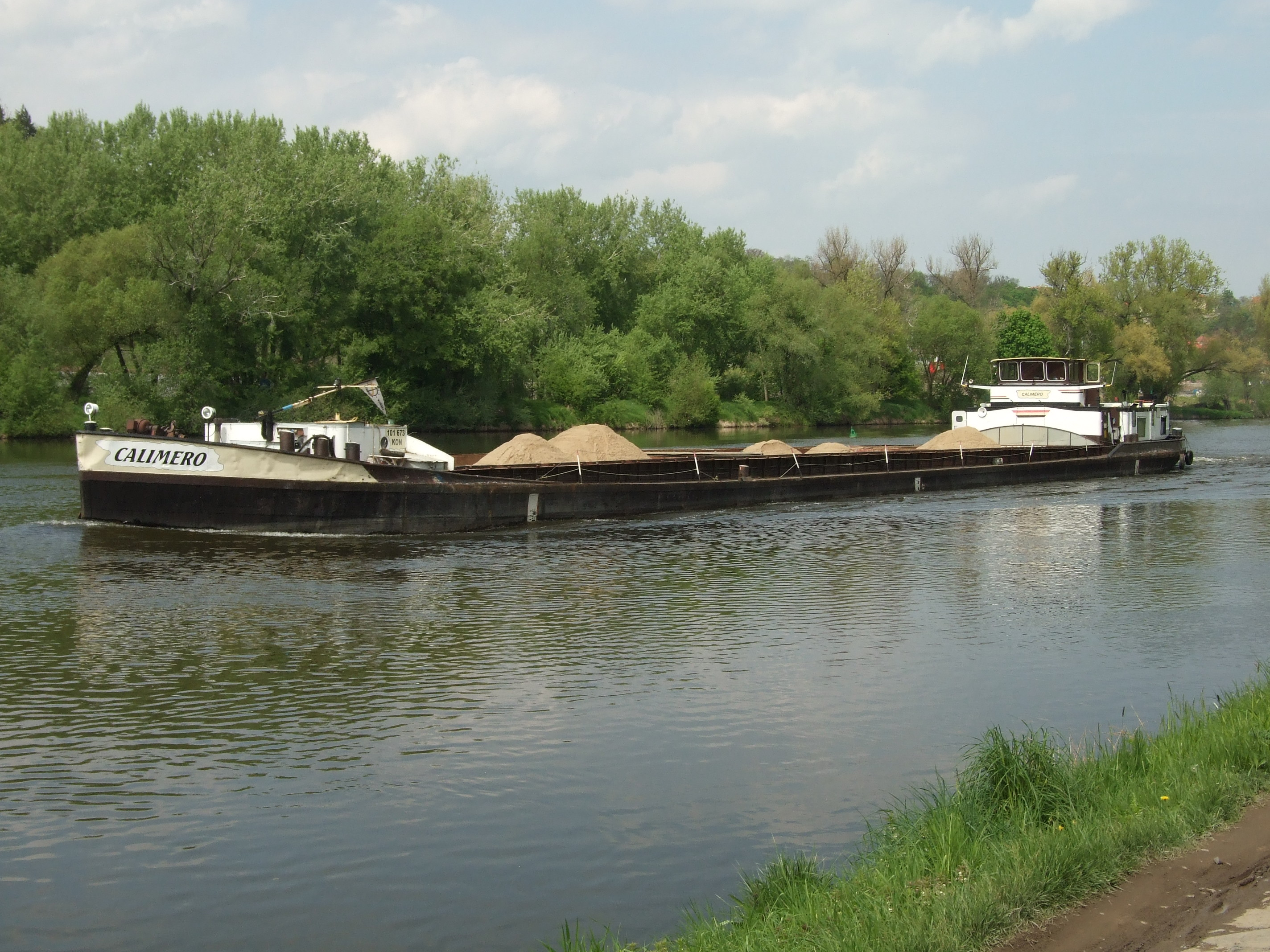
A barge with sand on the فلتافا below براغ

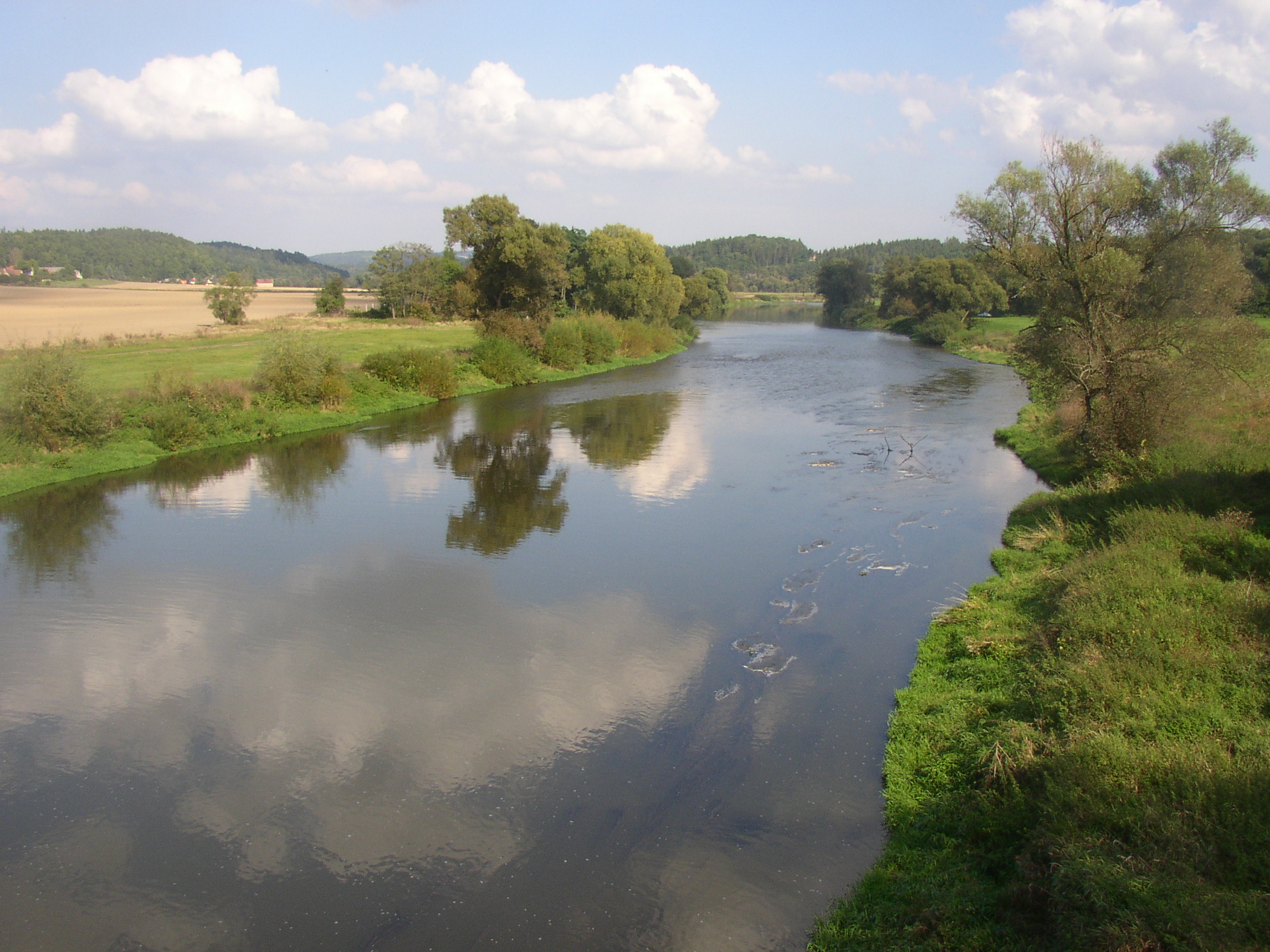
نهر بيرونكا as seen from Dolany Bridge near village of Dolany، مقاطعة بلزن-شمال

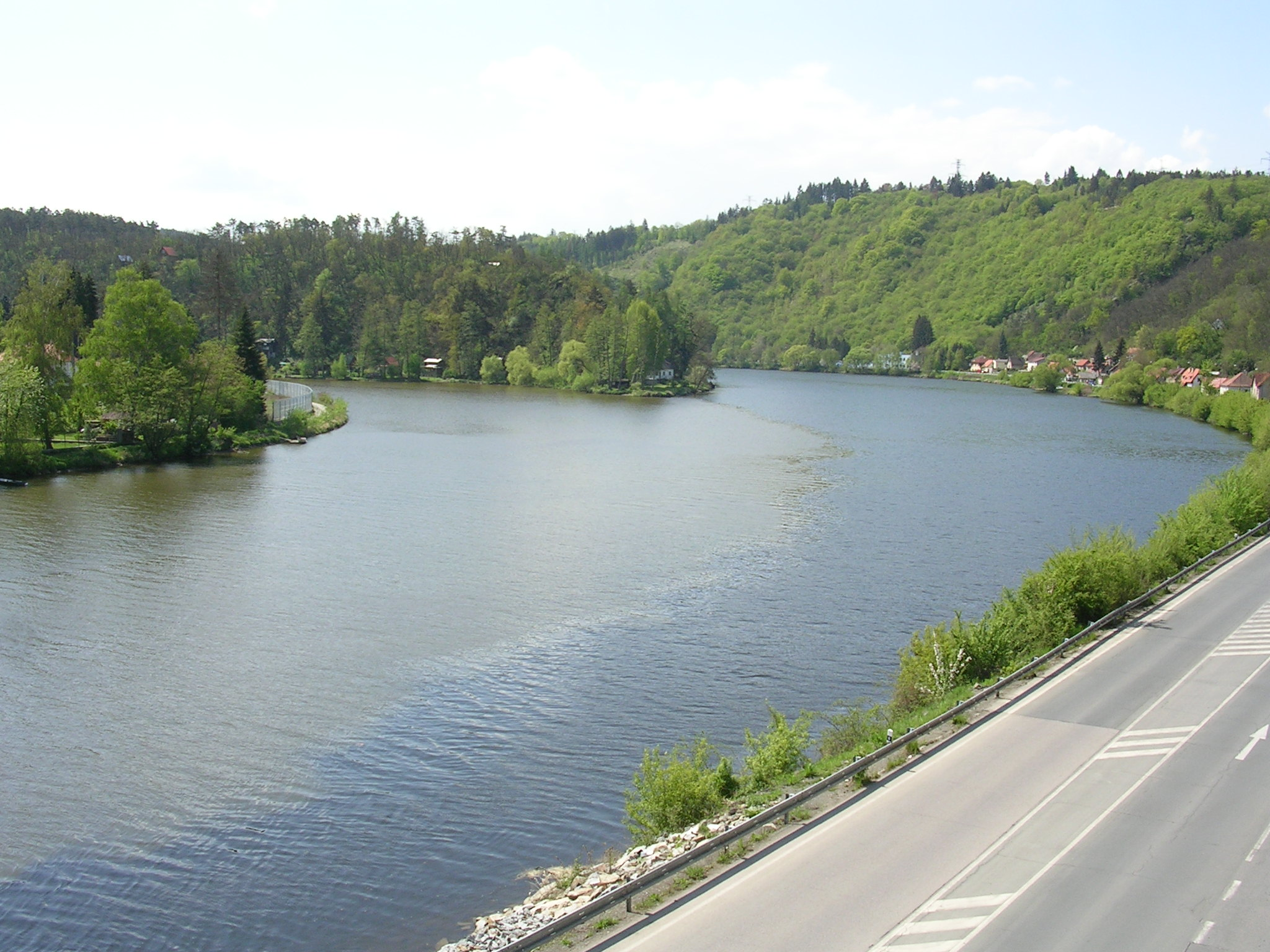
Confluence of فلتافا and Sázava in Davle

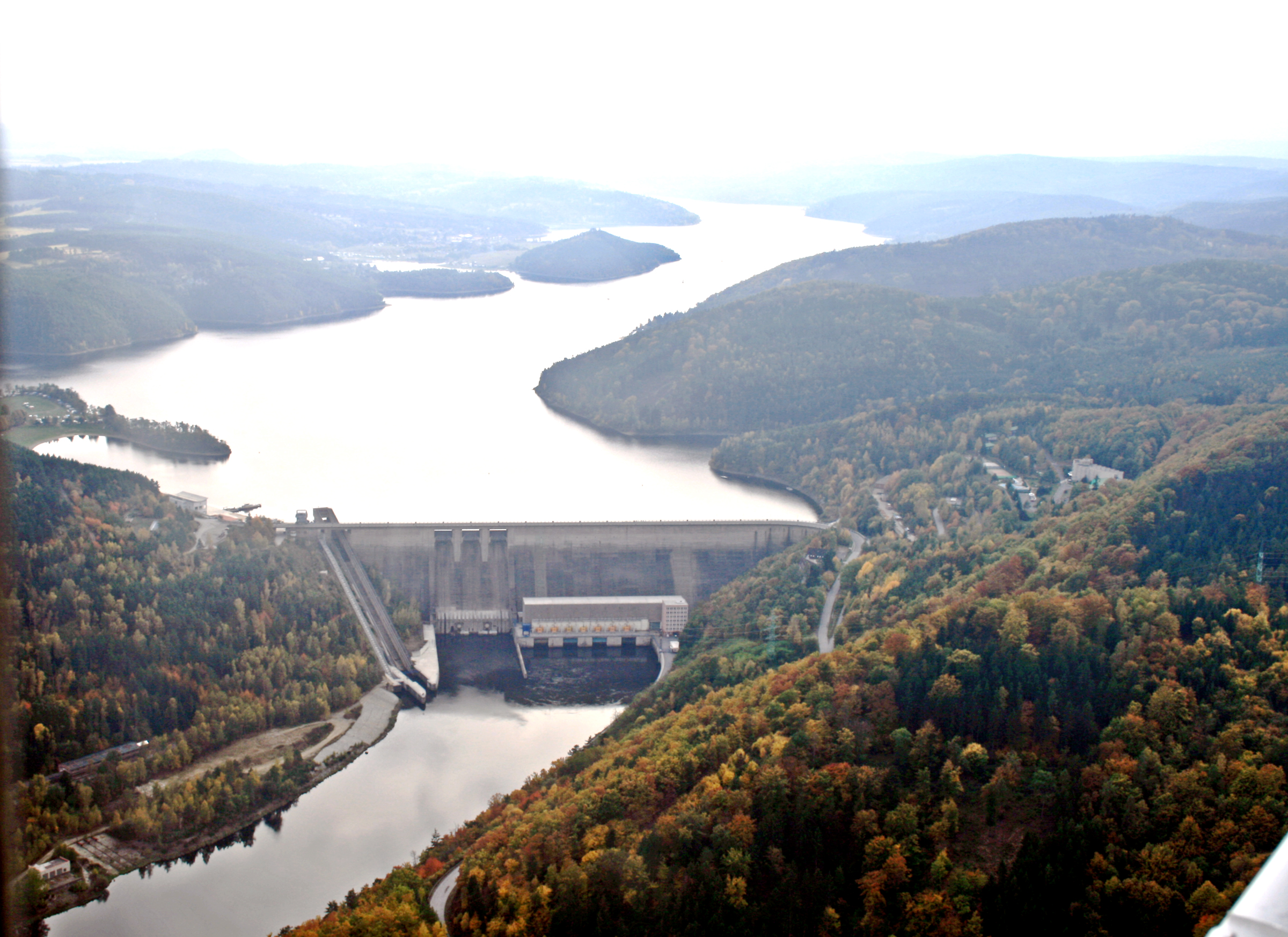
Orlík Dam on the فلتافا in south-central Bohemia. The most important series of dams in the country, so called Vltava Cascade (Vltavská kaskáda), is located on the middle Vltava above براغ.

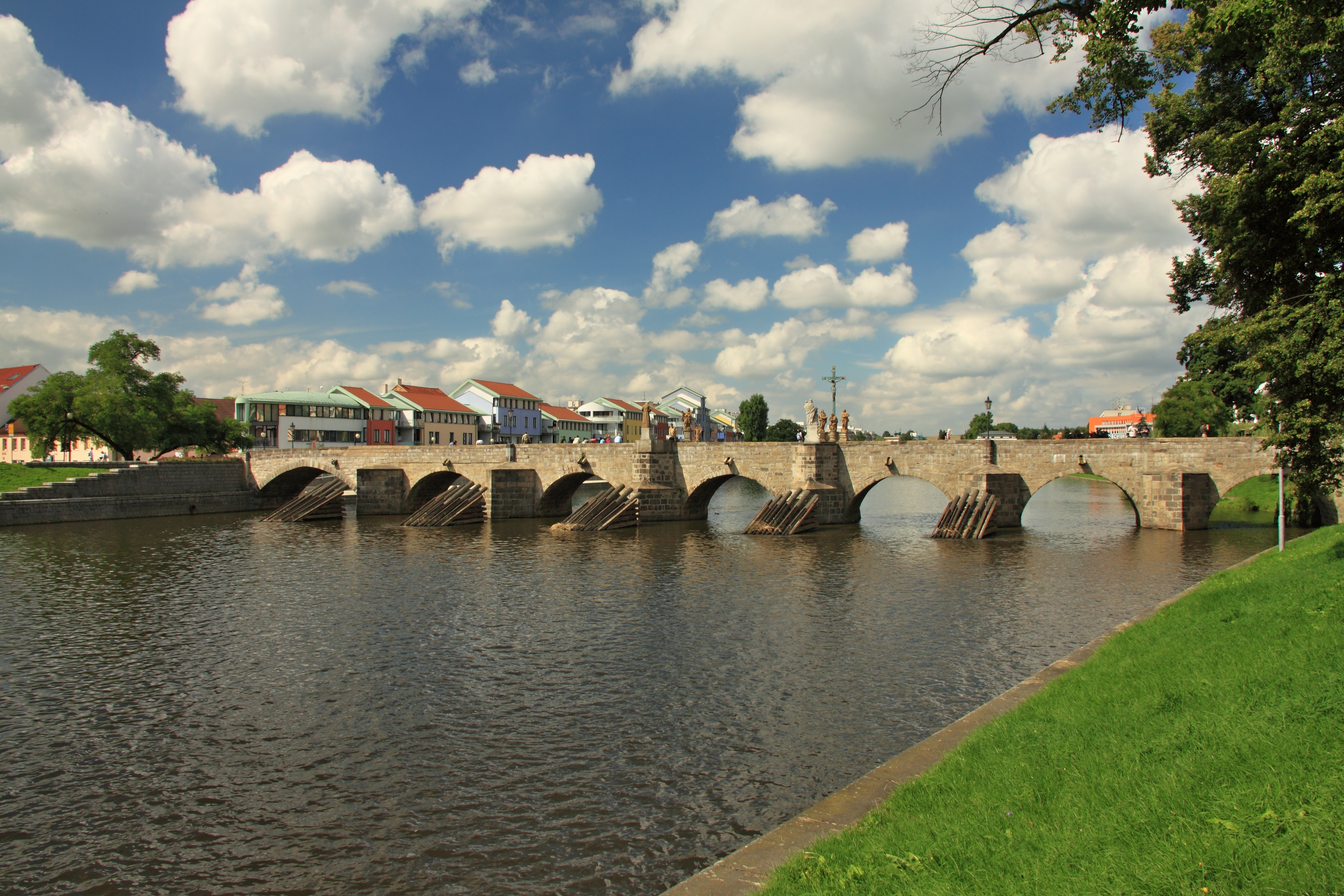
13th century Stone Bridge (Kamenný most) over Otava in بيسك (التشيك). This is the oldest bridge in the Czech Republic still in use.

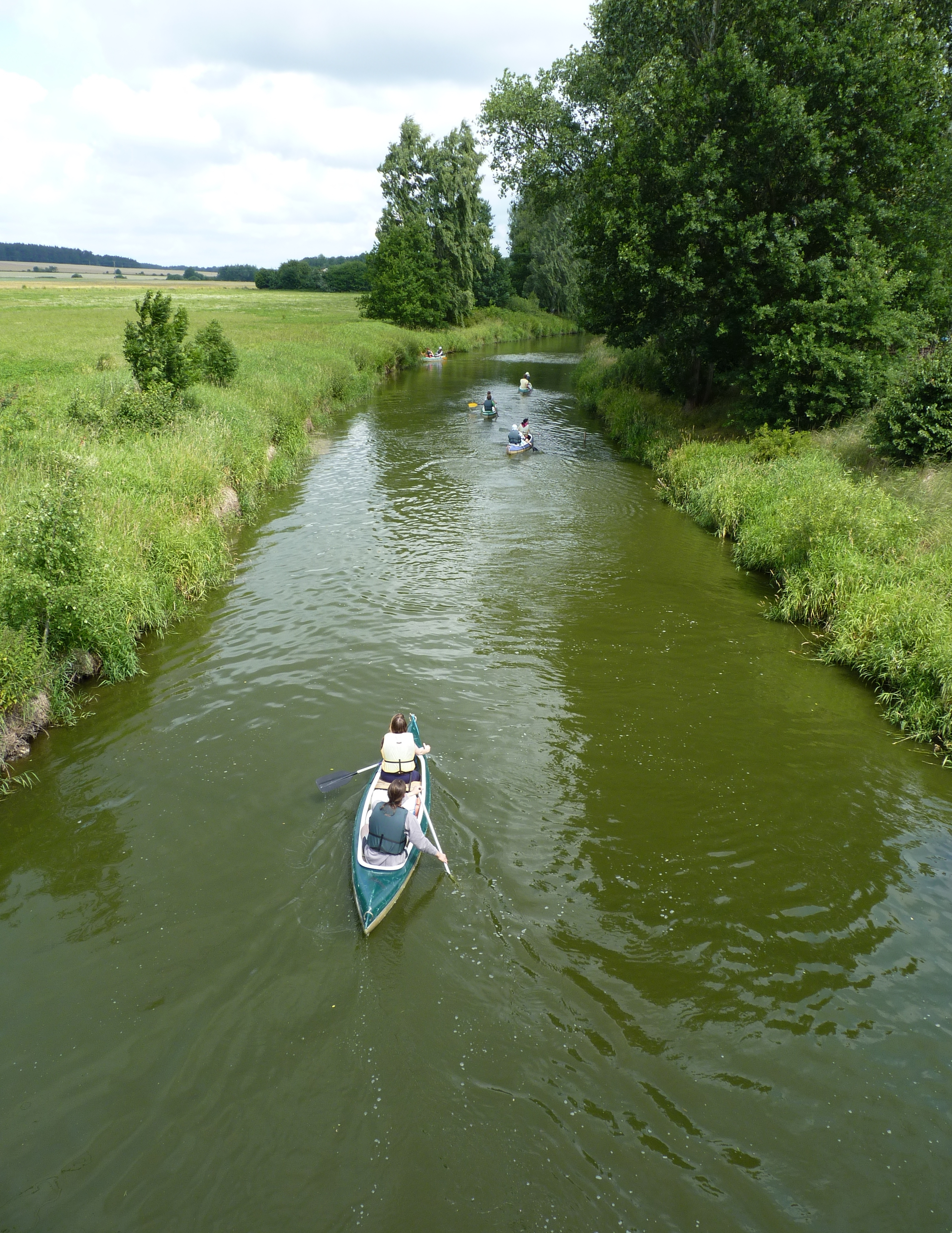
Canoeing on the Lužnice - this river attracts thousands of water tourists each summer

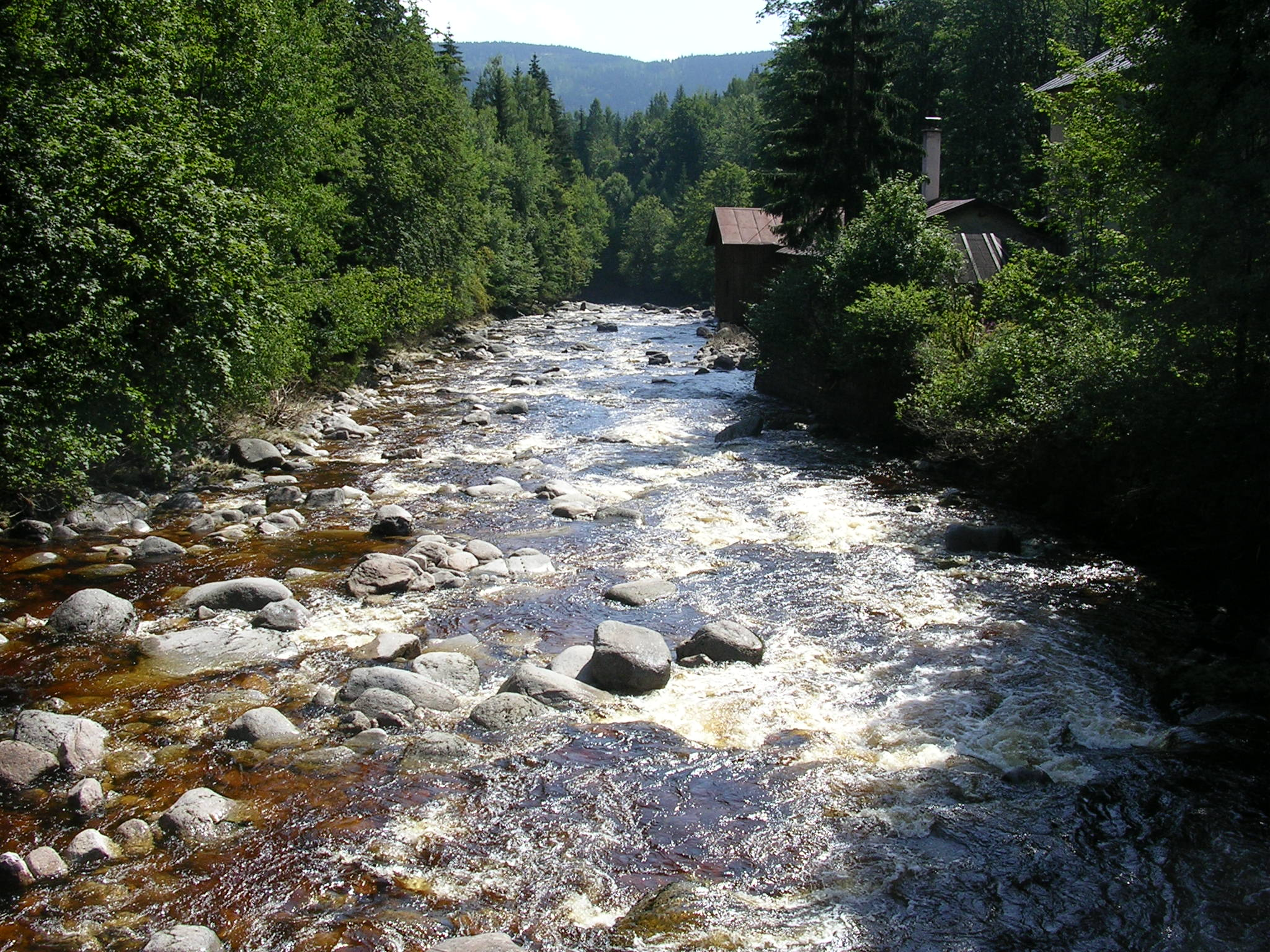
Riverbed full of boulders in upper course of the Jizera near Kořenov

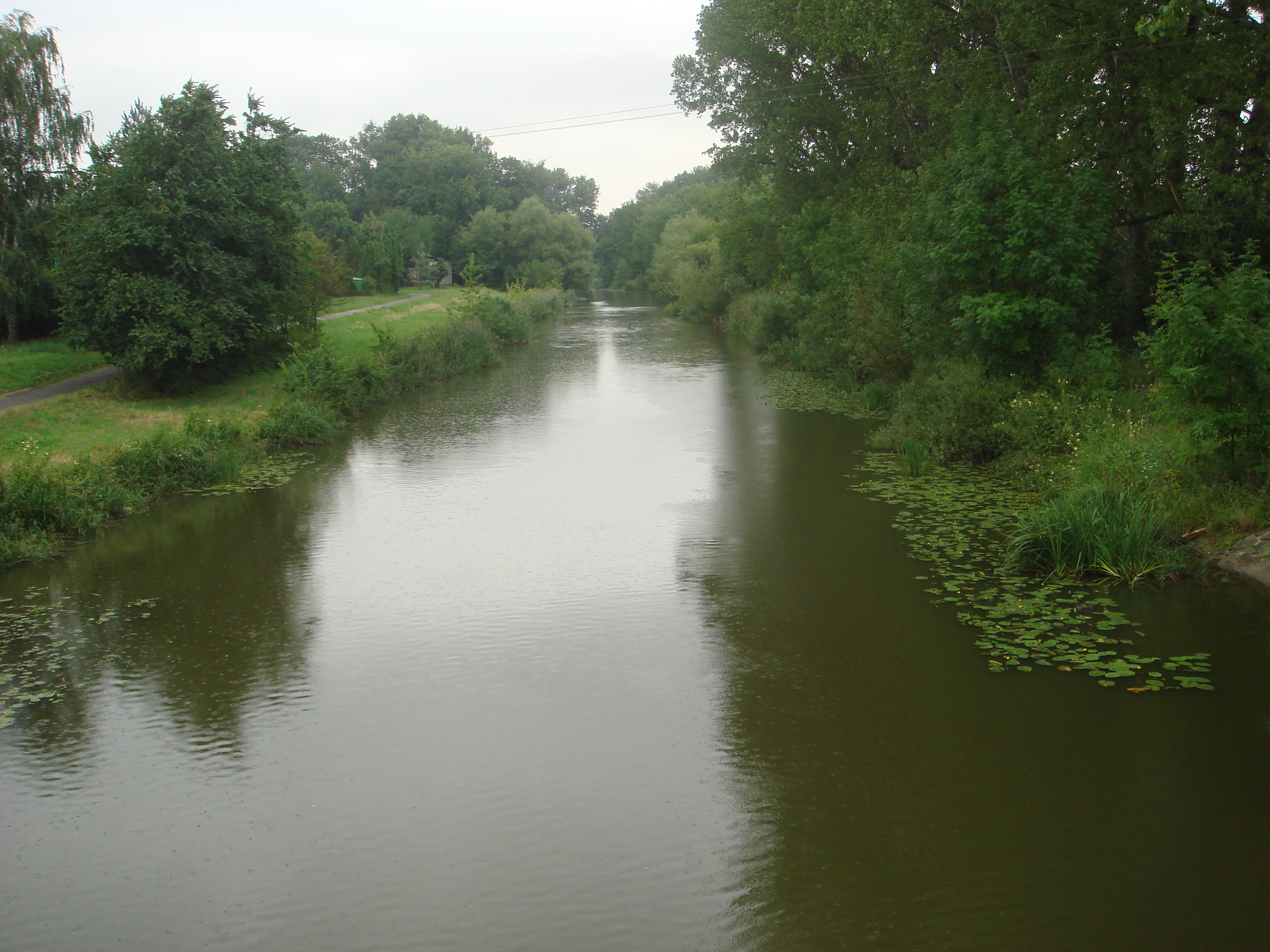
Cidlina on its lower course in Libice nad Cidlinou

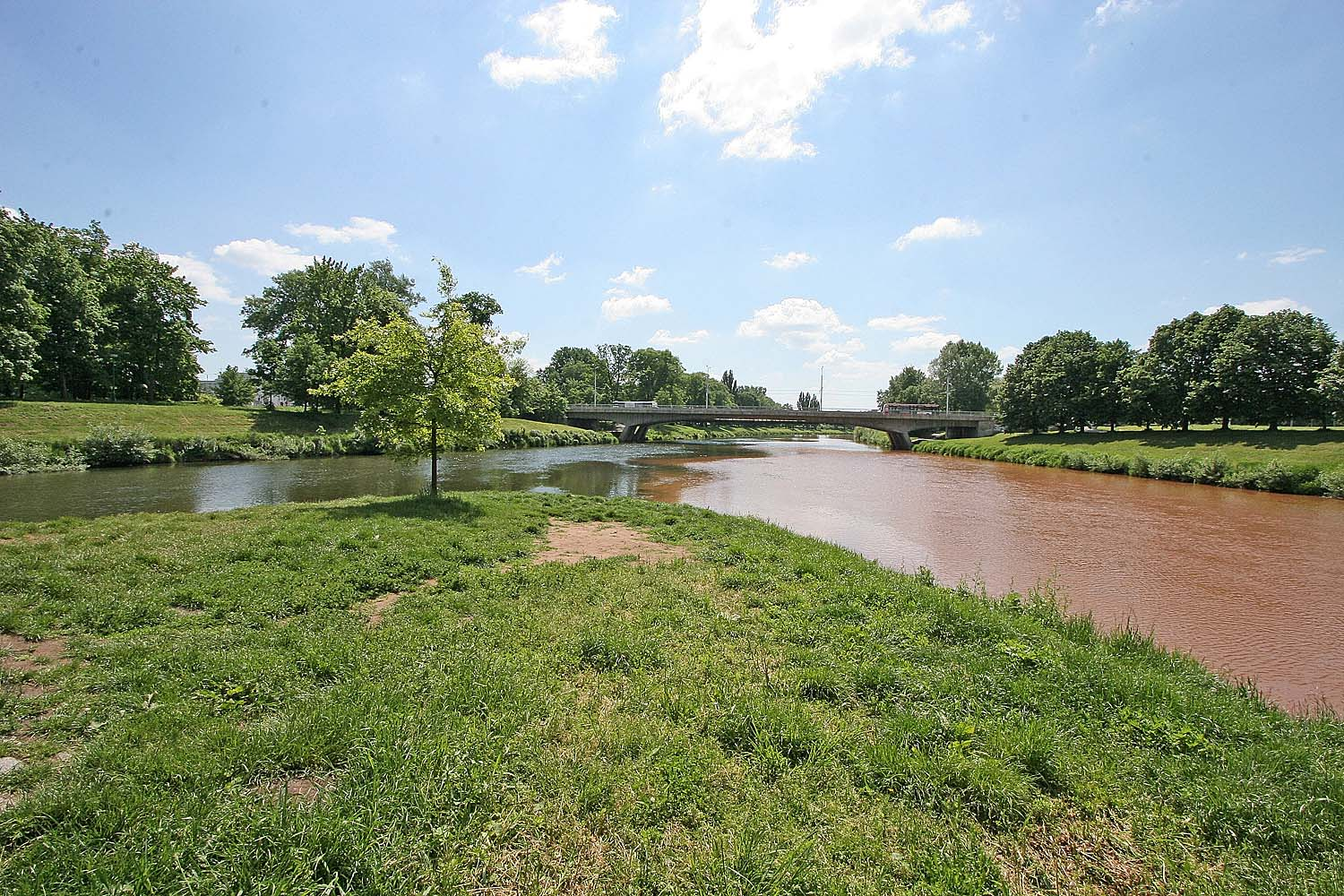
Confluence of إلبه and Orlice in هرادتس كرالوفه

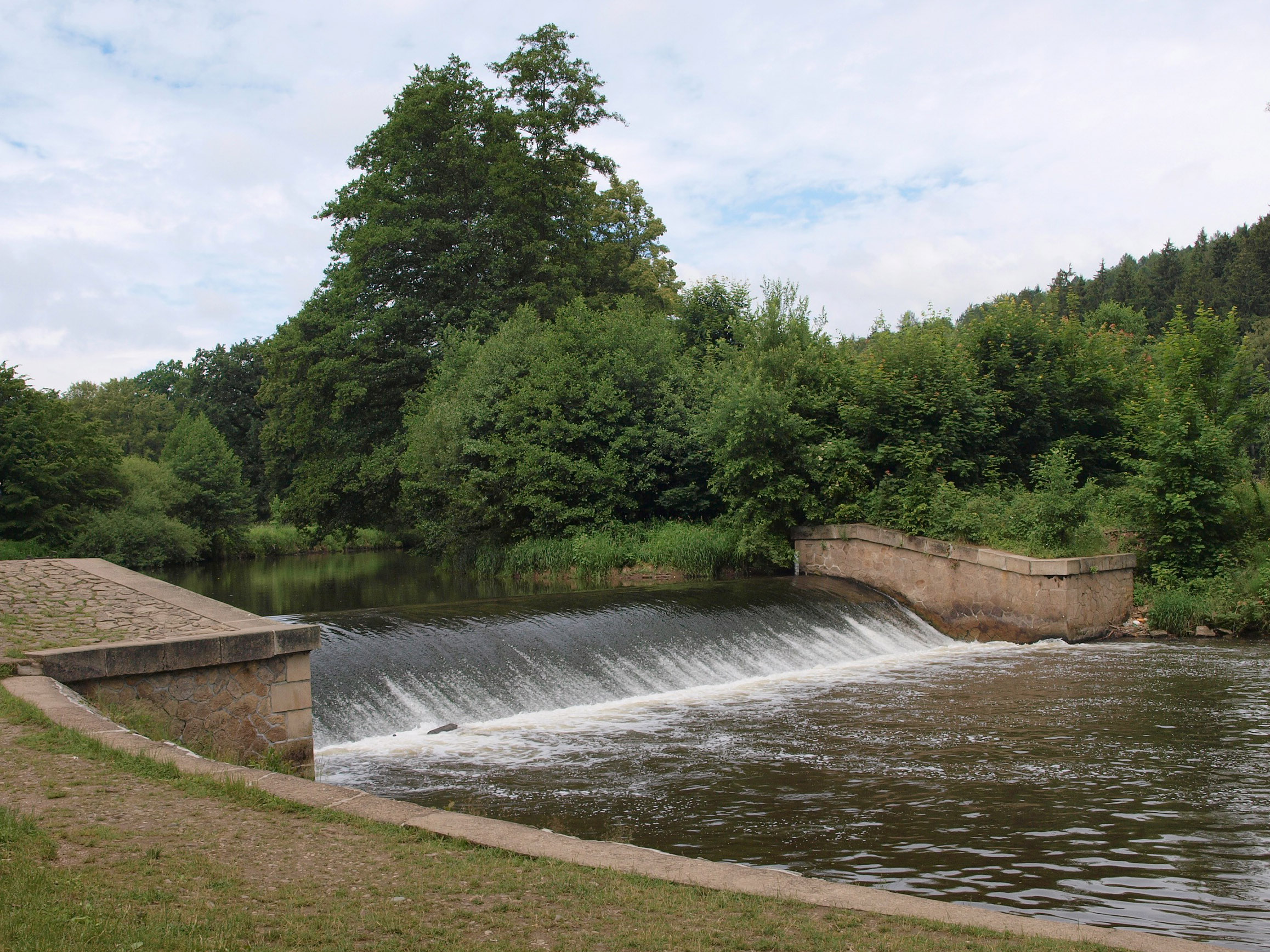
Viktorka‘s Weir on the Úpa features in the most popular Czech novel The Grandmother by Božena Němcová

    - Libocký potok (in Kynšperk nad Ohří)
    - Odrava (بالألمانية: Wondreb)‏
    - Plesná (بالألمانية: Fleißenbach)‏

  - Liběchovka (in Liběchov)
  - Pšovka (in منيلنيك)
  - فلتافا (in منيلنيك؛ Vltava is the name given to Teplá Vltava after its confluence with Studená Vltava)
    - Bakovský potok
    - Zákolanský potok (in Kralupy nad Vltavou)
    - Únětický potok (in Roztoky)
    - Śárecký potok (in براغ-Dejvice)
    - Rokytka (in براغ-Libeň)
    - Brusnice (in براغ)
    - Motolský potok (in براغ-سميتشوف [الإنجليزية])
    - Botič (in براغ-Vyšehrad)
    - نهر بيرونكا (in براغ-Lahovice؛ Berounka is the name given to lower نهر مجه following its confluence with نهر رادبوزا)
      - Loděnice (aka Kačák)
      - Litavka (in بيرون)
      - Klíčava
      - Rakovnický potok
      - Javornice
      - Střela
      - Třemošná
      - Klabava
      - Úslava (in بلزن-Doubravka)
        - Bradava

      - نهر رادبوزا (in بلزن)
        - نهر أوهلافا (in بلزن-Doudlevce)
        - Zubřina

      - نهر مجه ((بالألمانية: Mies)‏; headwater of نهر بيرونكا)
        - Úterský potok
        - Úhlavka (in Stříbro)
        - Kosový potok
        - Hamerský potok

    - Sázava (in Davle)
      - Blanice (aka Vlašimská Blanice)
      - Želivka
        - Trnava (aka Trnávka)

      - Sázavka
      - Šlapanka

    - Kocába
    - Mastník
    - Otava (under Zvíkov Castle؛ Otava originates at confluence of Vydra and Křemelná)
      - Lomnice
        - Skalice

      - Blanice (aka Vodňanská Blanice)
      - Volyňka (in ستراكونيتسه)
        - Spůlka

      - Ostružná
      - Křemelná
      - Vydra

    - Lužnice ((بالألمانية: Lainsitz)‏; in Týn nad Vltavou)
      - Smutná (in Bechyně)
      - Nežárka (in فاسيلي ناد لوجنيتسي  [لغات أخرى]‏؛ Nežárka originates at confluence of Kamenice and Žirovnice)
        - Kamenice
        - Žirovnice

      - Dračice (بالألمانية: Reißbach)‏

    - نهر مالسي ((بالألمانية: Maltsch)‏; in تشيسكي بوديوفيتسه)
      - Stropnice
      - Černá (بالألمانية: Schwarzaubach)‏

    - Teplá Vltava (headwater of Vltava and the whole إلبه-فلتافا system)
      - Studená Vltava ((بالألمانية: Kalte Moldau, Altwasser)‏)

  - Výmola
  - Jizera (بالبولندية: Izera)‏
    - Klenice (in ملادا بوليسلاف)
    - Bělá
    - Zábrdka
    - Mohelka
    - Žehrovka
    - Libuňka (in Turnov)
    - Oleška (in سيميلي (التشيك))
    - Kamenice
      - Desná

    - Mumlava

  - Vlkava
  - Výrovka
    - Šembera

  - Mrlina (in نيمبورك)
  - Cidlina (in Libice nad Cidlinou)
    - Bystřice (in Chlumec nad Cidlinou)
    - Javorka

  - Klejnárka
    - Vrchlice

  - Doubrava
  - Chrudimka (in باردوبيتسه)
    - Novohradka

  - Loučná
  - Orlice (in هرادتس كرالوفه؛ Orlice originates through confluence of Divoká Orlice and Tichá Orlice)
    - Dědina (in Třebechovice pod Orebem)
    - Tichá Orlice
      - Třebovka (in أوستي ناد أورليتسي)

    - Divoká Orlice (بالبولندية: Dzika Orlica)‏
      - Bělá
        - Kněžná

      - Zdobnice
      - Rokytenka (in Žamberk)

  - Metuje (in Jaroměř)
  - Úpa (in Jaroměř)
    - Ličná
    - Malá Úpa

  - Malé Labe
  - Bílé Labe

### الأنهار التي تصب فيبحر البلطيق(أودرحوض)
tributaries joining the Oder during its course through Poland (from northern parts of Bohemia (esp. around city of ليبيريتس - Frýdlant Hills، Zittau Basin and NW slopes of Izera Mountains) and NW portion of سيليزيا التشيكية (esp. مقاطعة يسينيك)

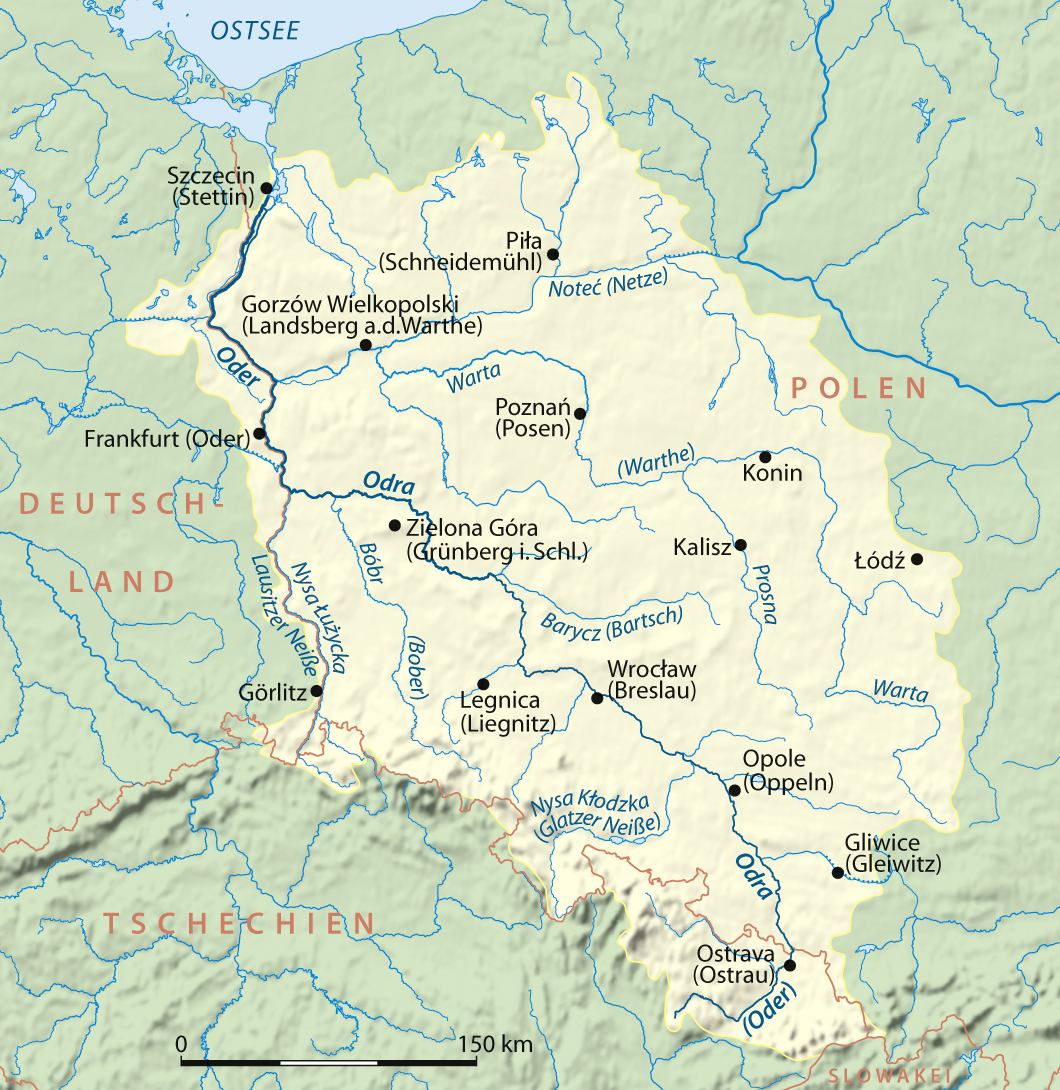
Drainage basin of the الأودر includes the northeast and some northern portions of Czech territory

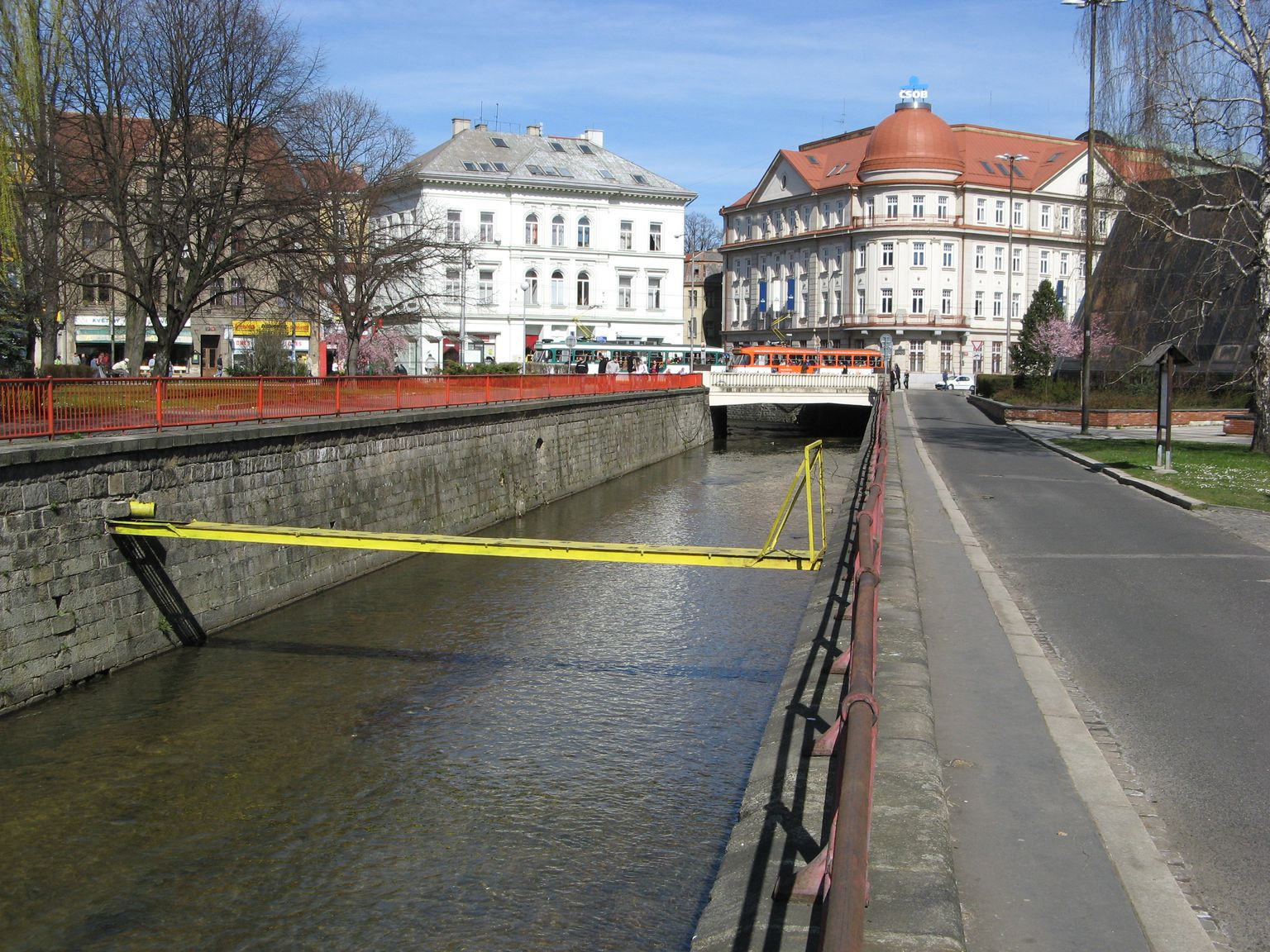
نايسه in ليبيريتس

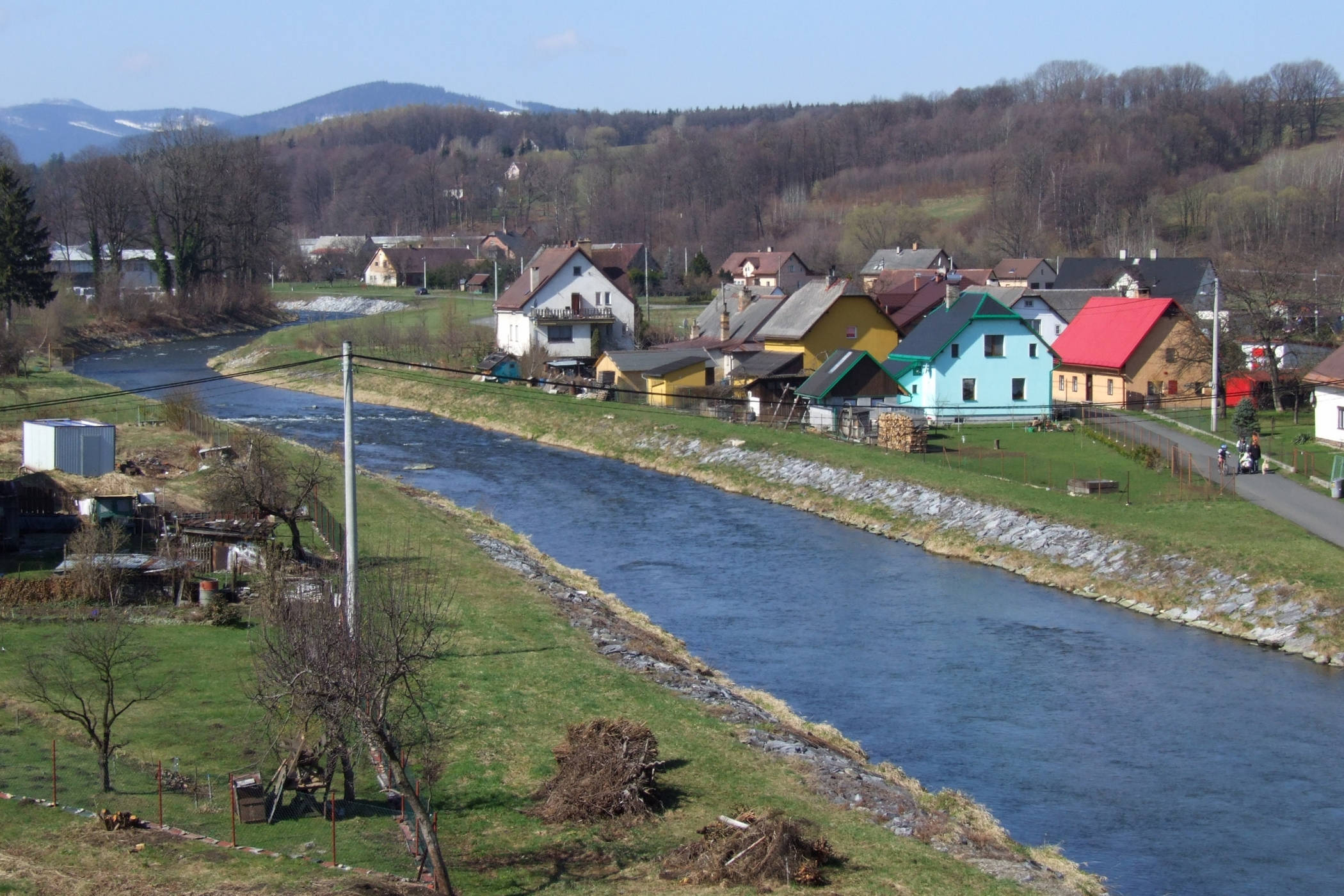
Bělá in Mikulovice (Jeseník District)

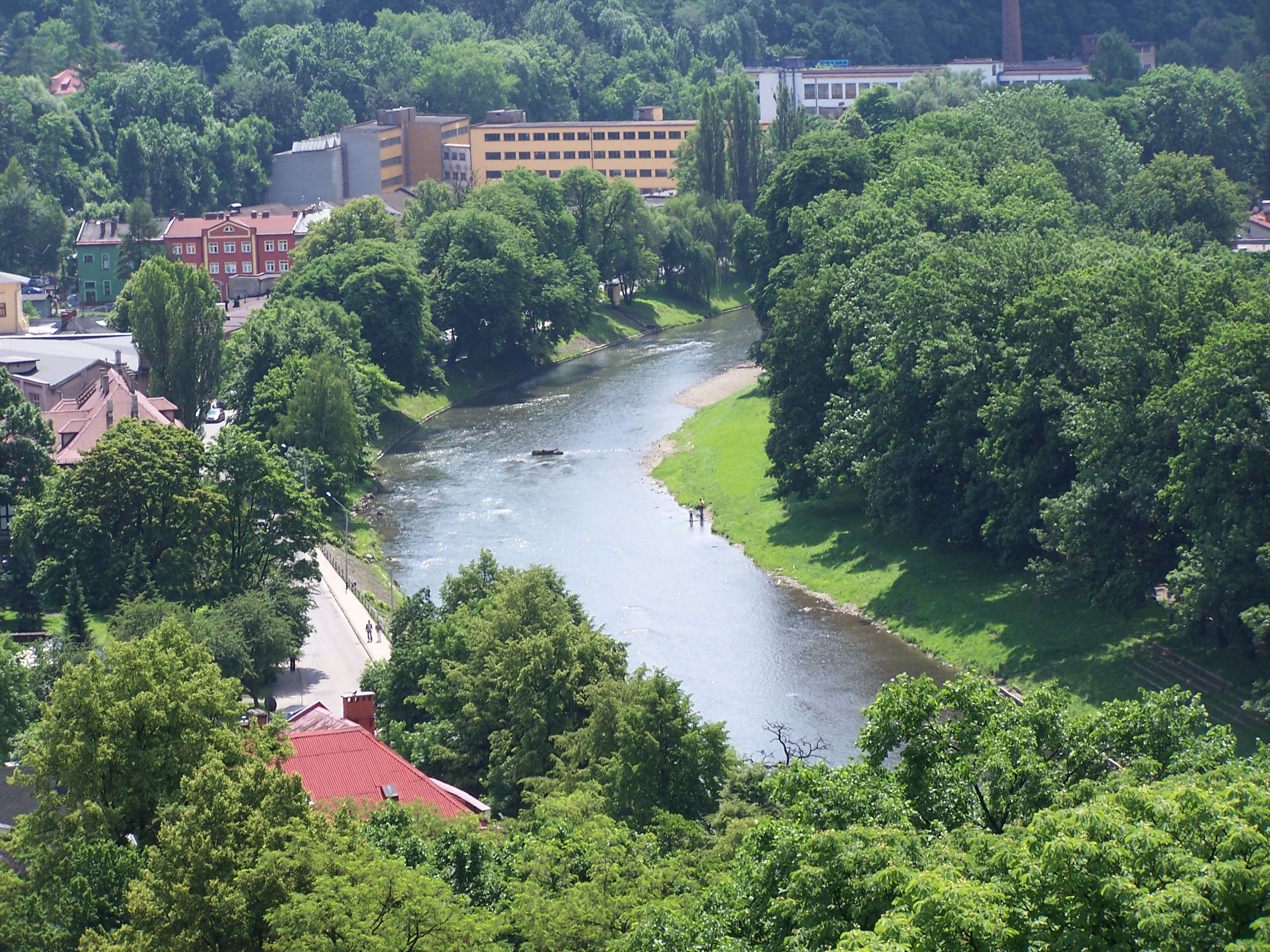
أولزا creating Czech-Polish border in تشيسكي تشين/جيشن

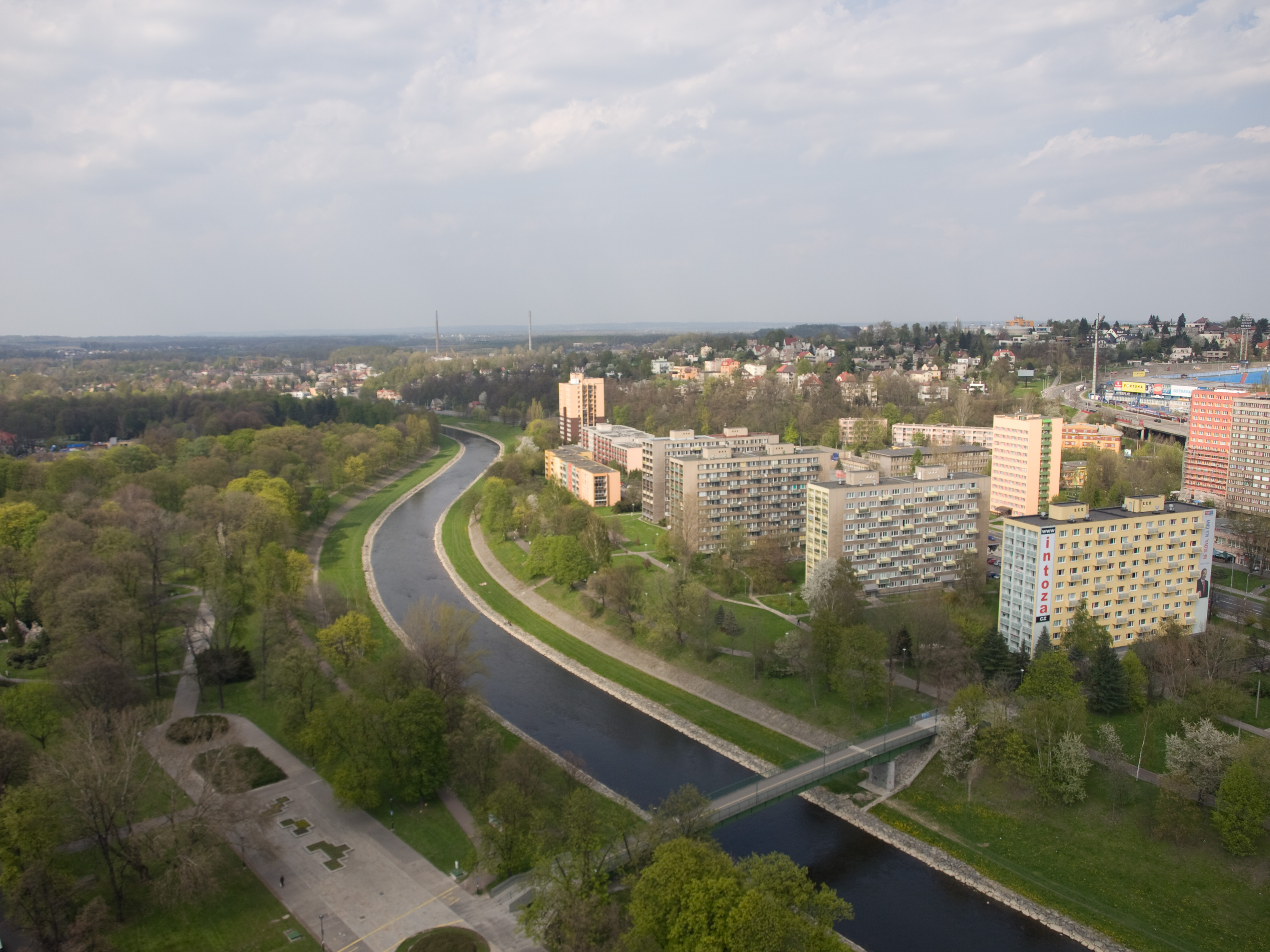
Ostravice in downtown أوسترافا as seeen from tower of the New City Hall

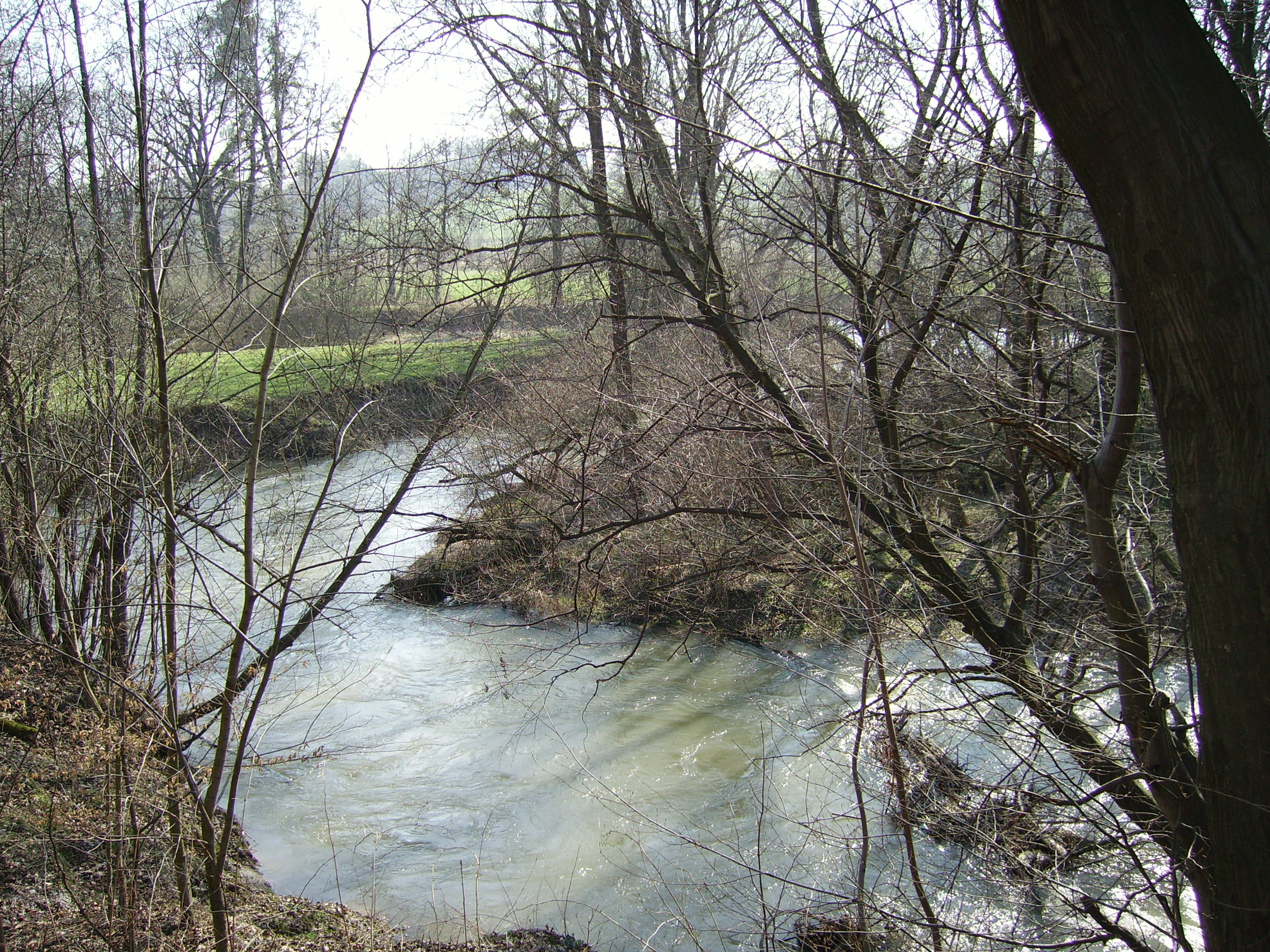
Meandry Lučiny, a preserved تيار متعرجing section of the Lučina near هافروف was declared a Natural Monument

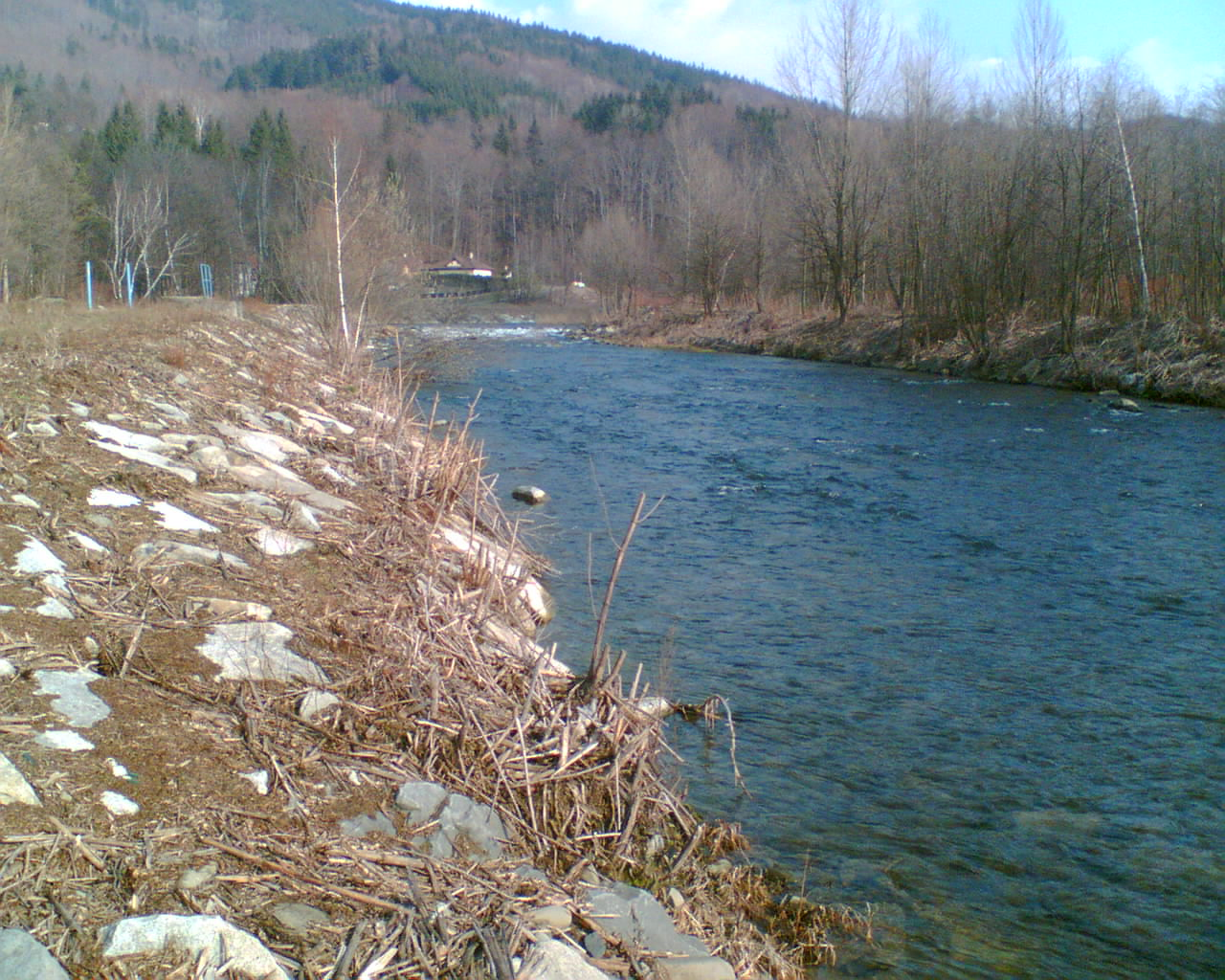
Morávka River near Raškovice

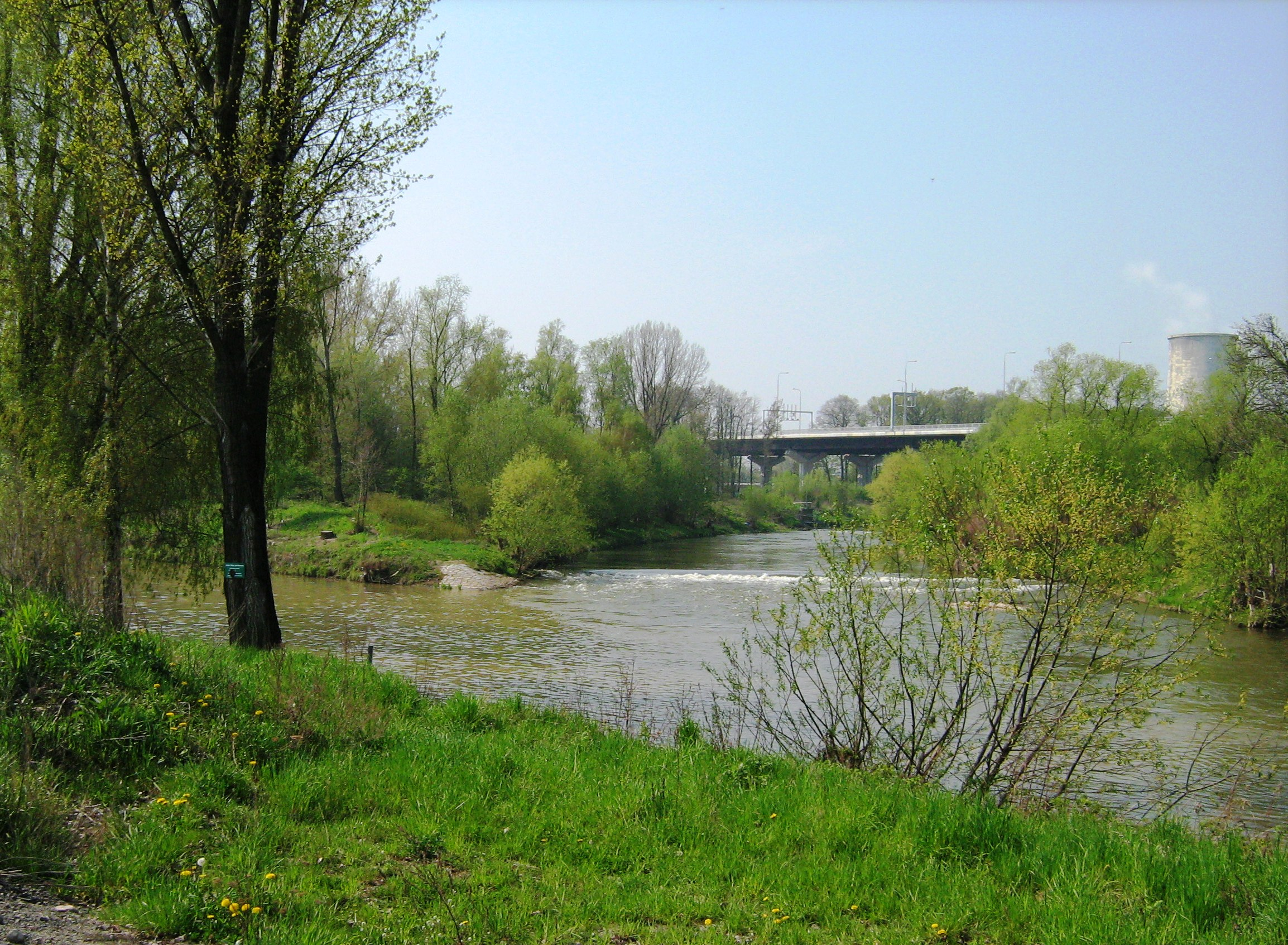
Confluence of the أودر (left) and the أوبافا (right) in أوسترافا

- أودر ((بالتشيكية: Odra)‏, (بالبولندية: Odra)‏; leaves the Czech Republic at Bohumín, empties into the بحر البلطيق)
  - نايسه ((بالألمانية: Lausitzer Neiße)‏, (بالبولندية: Nysa Łużycka)‏)
    - Jeřice (in Chrastava)
    - Smědá (بالبولندية: Witka)‏
    - Mandava (بالألمانية: Mandau)‏

  - Bobr ((بالبولندية: Bóbr)‏; it originates in eastern كركونوشه - only source with c. 2.5 km of uppermost course are located in the Czech Republic)
  - نيس الشرقي
    - Bělá (aka Jesenická Bělá, (بالبولندية: Biała Głuchołaska)‏)
    - Vidnavka (بالبولندية: Widna)‏
    - Stěnava (بالبولندية: Ścinawka)‏

  - Osoblaha (بالبولندية: Osobłoga)‏
    - Prudník (بالبولندية: Prudnik)‏

tributaries joining the Oder within Czech Republic, i.e. rivers from NE parts of the country, esp. محافظة مورافيا-سيليزيا)
- - أولزا ((بالبولندية: Olza)‏; below Bohumín)
    - Petrůvka
    - Stonávka (below كارفينا)
    - Ropičanka (above تشيسكي تشين)
    - Tyrka (in ترجينتس)
    - Hluchová (in Bystřice)
    - Lomná (in Jablunkov)

  - Ostravice (in أوسترافا)
    - Lučina
    - Morávka (in فريدك-ميستك)
    - Čeladenka (above Frýdlant nad Ostravicí)
    - Černá Ostravice
    - Bílá Ostravice

  - Opava (in أوسترافا)
    - Moravice (below أوبافا)
      - Černý potok

    - Čižina
    - Opavice (below Krnov)

  - Ondřejnice
  - Jičínka
  - Lubina

### الأنهار التي تصب فيالبحر الأسود(نهر الدانوبحوض)

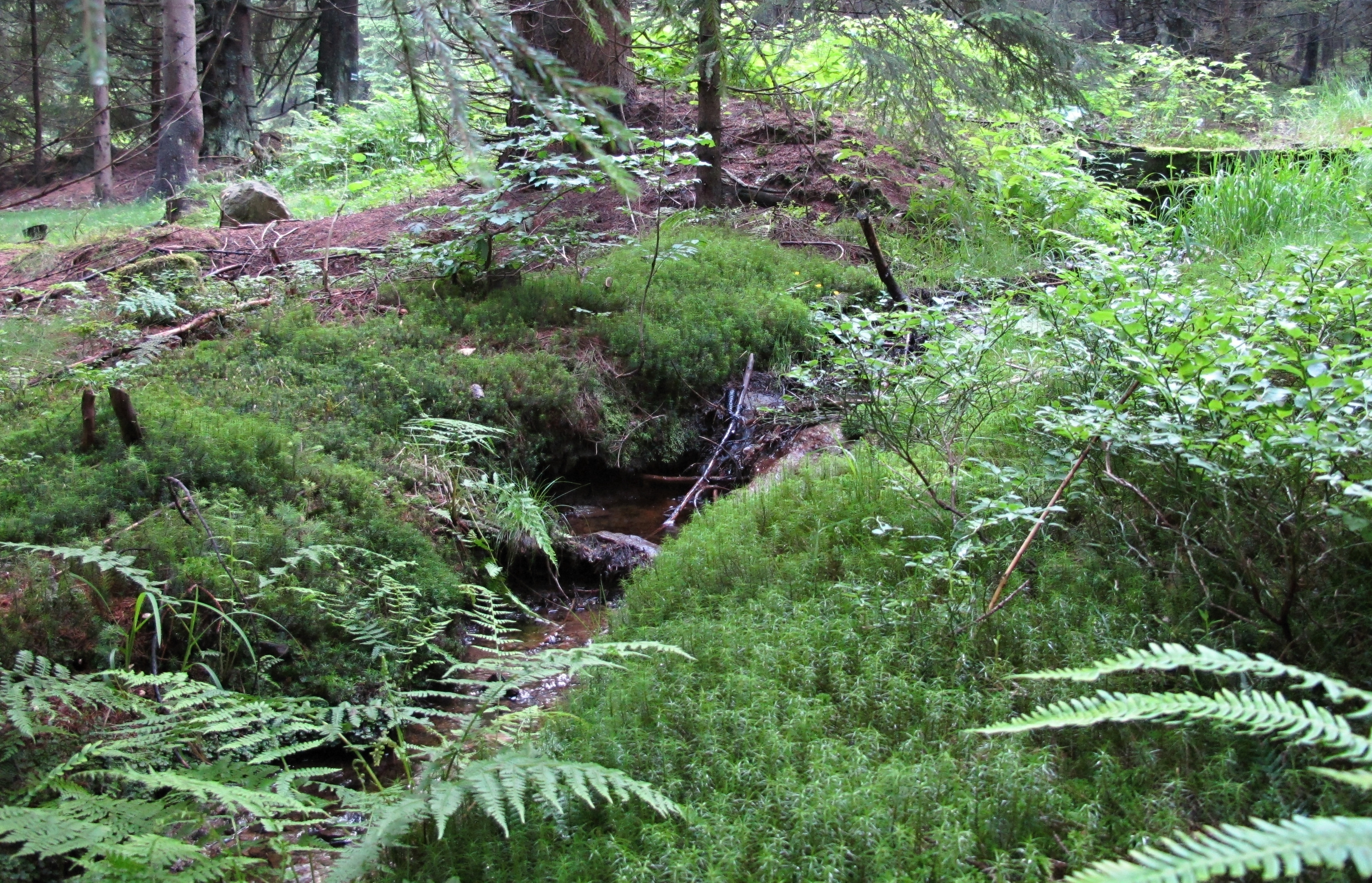
Řezná (Großer Regen) near its spring in Prameniště Nature Reserve near Železná Ruda، شومافا

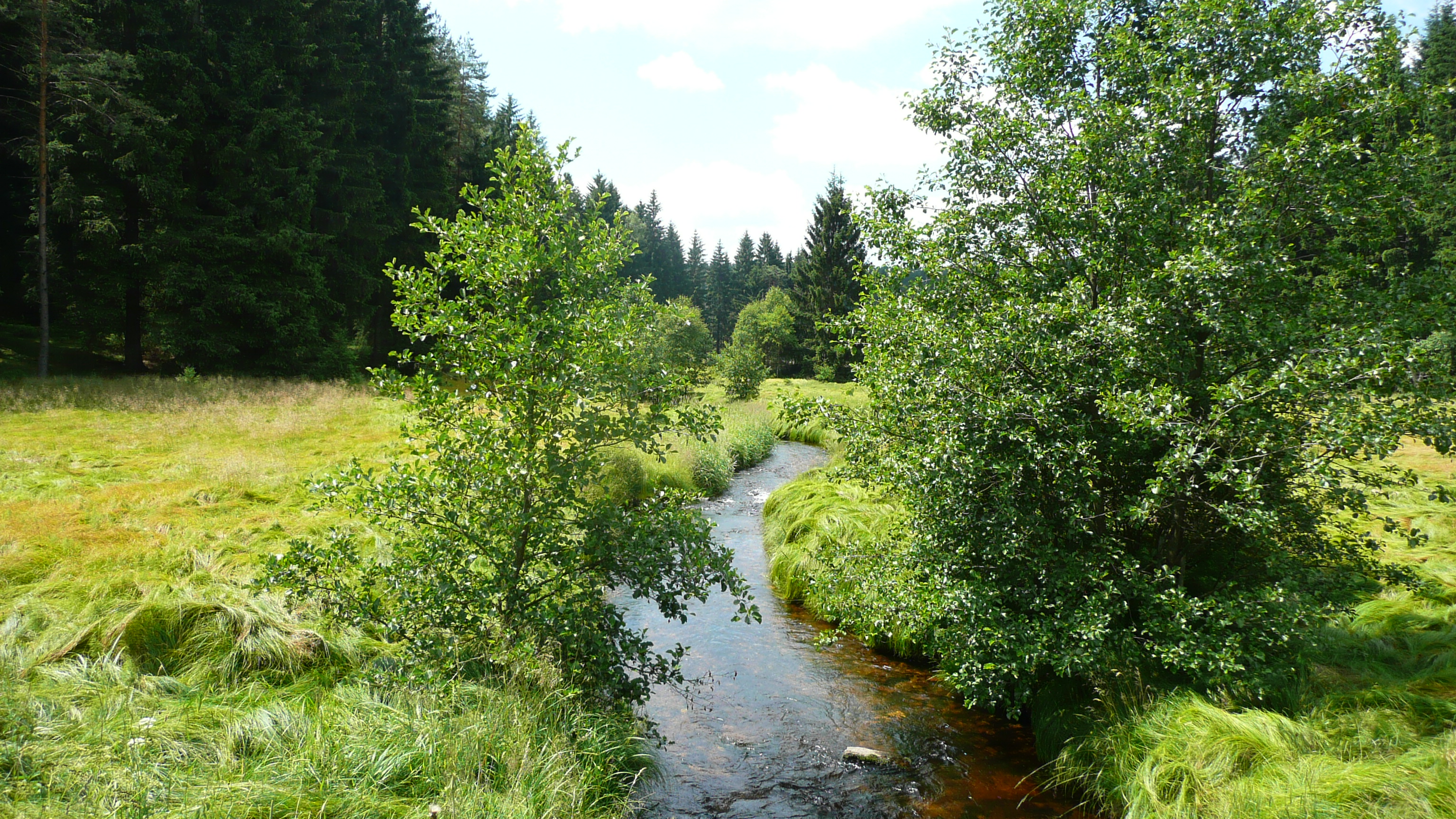
Unnamed small stream in catchment area of the Pfreimd near Rozvadov، Upper Palatinate Forest

؛ أنهار من مناطق جنوب شرق البلاد (أي أكثر من مورافيا)
(مورافا حسابات لتصريف جميع تقريبا، والاستثناء الوحيد هو Vlára، الذي ينتمي إلى نهر فاه subbasin)

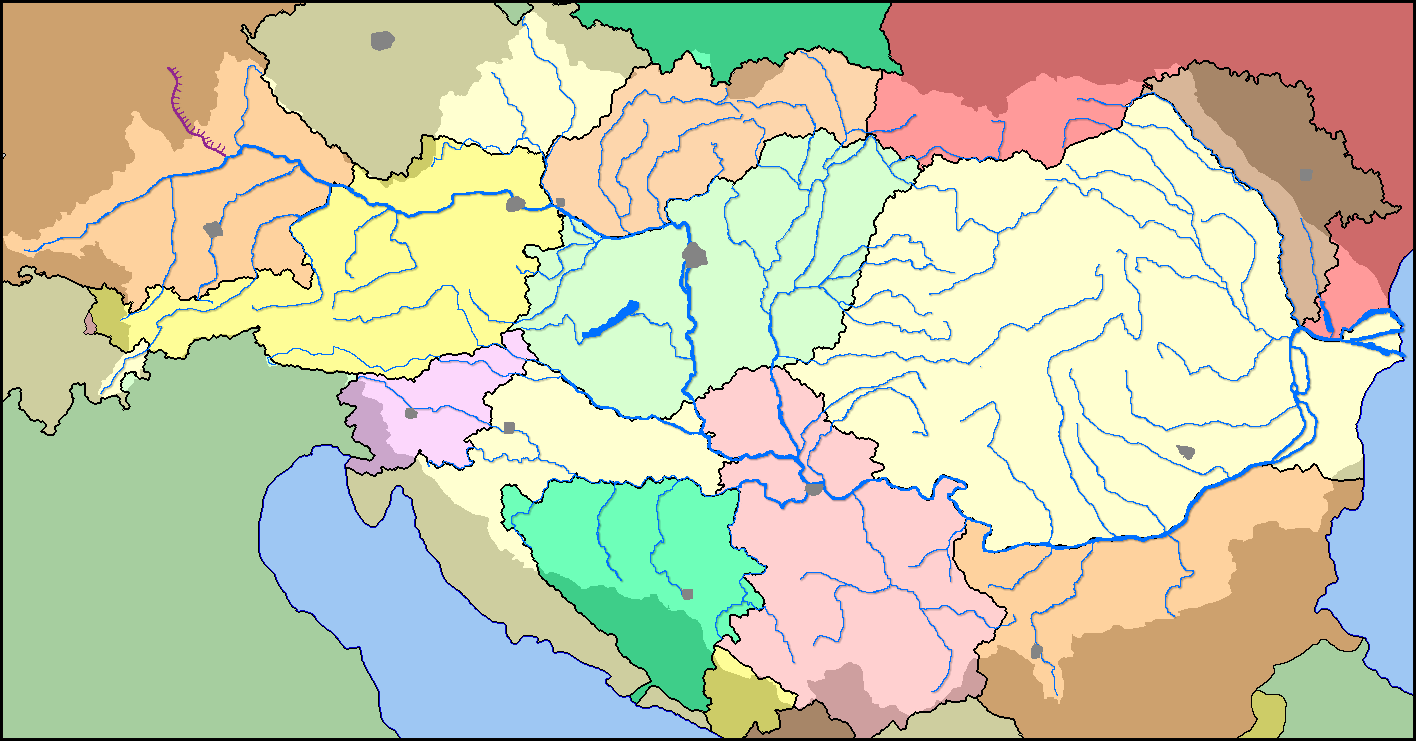
Drainage basin of the دانوب with مورافا، Svratka and Dyje/Thaya shown in the southeast of the Czech Republic

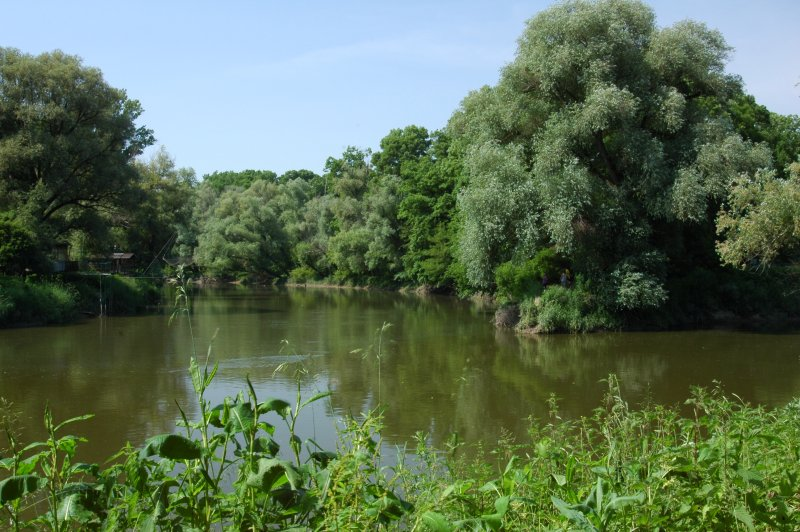
Confluence of Dyje (Thaya) and مورافا (March) at A/CZ/SK نقطة حدودية ثلاثية

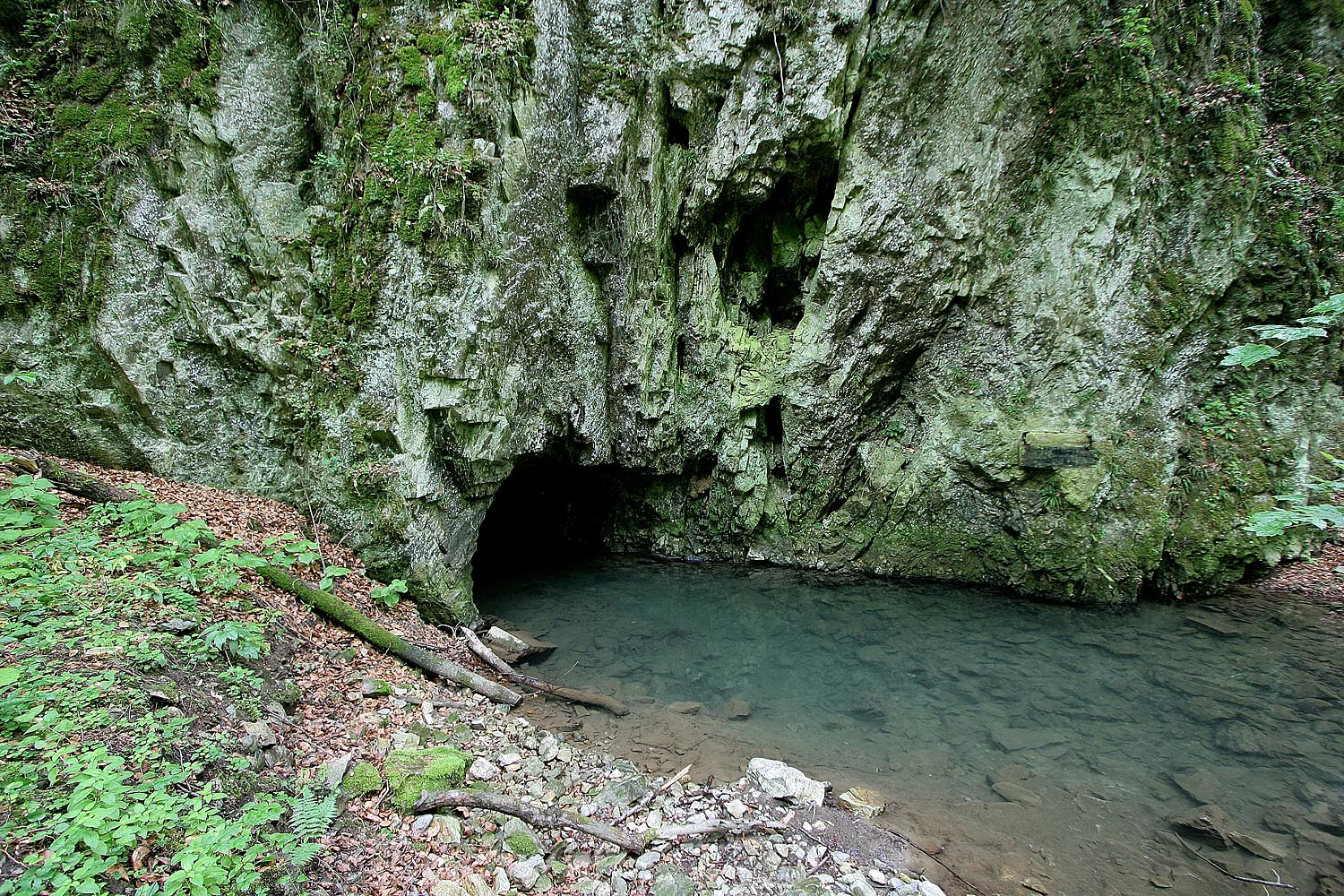
Karst spring of the Punkva in the Moravian Karst near بلانسكو (part of subterranean section of the river is accessible through tourist boat excursions)

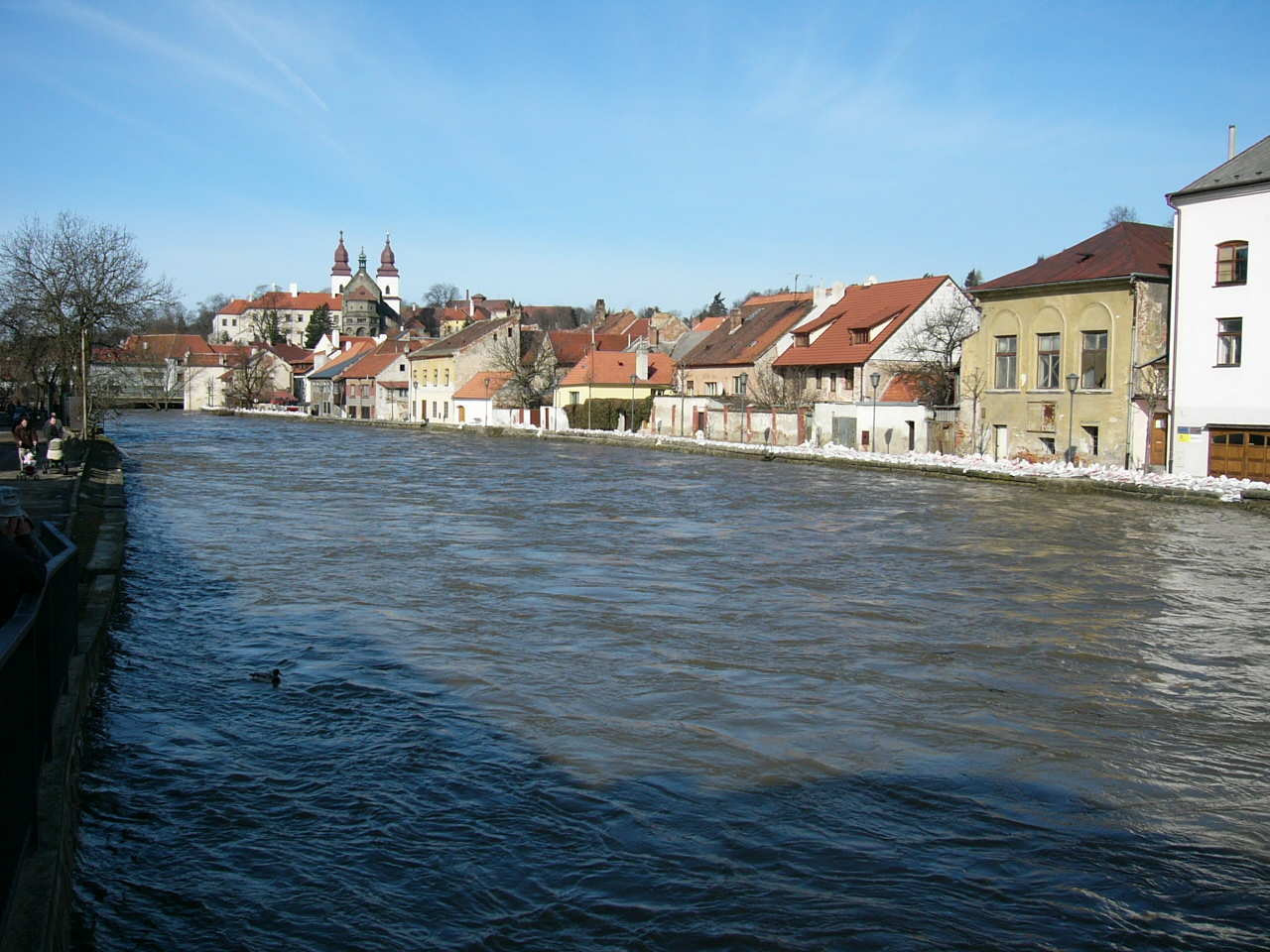
Flooded Jihlava in تربيتش (spring 2006)

- دانوب ((بالتشيكية: Dunaj)‏, which empties into the البحر الأسود، does not itself reach the Czech territory (flowing only through neighbouring countries of ألمانيا، النمسا and سلوفاكيا)
  - نهر فاه
    - Vlára

  - مورافا (بالألمانية: March)‏
    - Dyje ((بالألمانية: Thaya)‏; originates at confluence of Moravská Dyje and Rakouská Dyje)
      - Kyjovka
      - Trkmanka
      - Svratka
        - Litava
        - Svitava (below برنو)
          - Punkva
          - Křetínka

        - Loučka (originates through confluence of Bobrůvka and Libochůvka)
          - Bobrůvka
          - Libochůvka

        - Jihlava (in fact a tributary to Svratka but nowadays their confluence is completely within Nové Mlýny Reservoir, thus creating an impression of a direct tribnutary to Dyje)
          - Rokytná
          - Oslava
          - Brtnice
          - Jihlávka

      - Jevišovka
      - Moravská Dyje (Moravian Thaya)
      - Rakouská Dyje (German Thaya, (بالألمانية: Deutsche Thaya)‏)

    - Velička
    - Olšava (above Kostelany nad Moravou)
    - Dřevnice (in Otrokovice)
    - Rusava
    - Moštěnka (above كروميشريش)
    - Haná (above كروميشريش)
    - Valová (this is the name for lower course of Romže after confluence with Hloučela)
      - Romže
      - Hloučela

    - Blata
    - Bečva (originates at confluence of Vsetínská Bečva and Rožnovská Bečva)
      - Vsetínská Bečva (in فالاشسكي ميزيريتشي)
        - Senice

      - Rožnovská Bečva (in فالاشسكي ميزيريتشي)

    - Bystřice (in أولوموتس)
    - Trusovický potok (in أولوموتس-Ćernovír)
    - Oskava
    - Třebůvka
    - Rohelnice
    - Mírovka (below Mohelnice)
    - Moravská Sázava
      - Březná

    - Desná
      - Merta

    - Branná (in Hanušovice)
    - Krupá

tributaries to the دانوب from SW borders of the country (i.e. rivers flowing from شومافا and Upper Palatinate Forest to النمسا العليا and بافاريا)
- - Große Mühl
    - Horský potok (بالألمانية: Steinerne Mühl)‏
      - Lhotecký potok (بالألمانية: Freibach)‏
      - Mlýnský potok
      - Bukový potok

    - Rožnovský potok (بالألمانية: Lanitzbach)‏
    - Světlá (بالألمانية: Zwettelbach)‏
      - Urešův potok (بالألمانية: Steinbach)‏

    - Hraniční potok (بالألمانية: Wurmbrandbach)‏

  - ريغن
    - Kouba (بالألمانية: Chamb)‏
    - Schwarzer Regen
      - Řezná (بالألمانية: Großer Regen)‏

  - Naab
    - Nemanický potok (بالألمانية: Schwarzach)‏
    - Kateřinský potok (بالألمانية: Pfreimd)‏
    - Lesní Nába (بالألمانية: Waldnaab)‏

## قائمة الأنهار مرتبة أبجدياً
- Bečva
- نهر بيرونكا
- Botič
- Bystřice
- Bílina
- Čeladenka
- Chrudimka
- Cidlina
- Doubrava
- إلبه
- فلوها
- Freiberger Mulde
- Gottleuba
- Hluchová
- Jevišovka
- Jihlava
- Jizera
- Kamenice
- Klabava
- Klejnárka
- Liběchovka
- Loděnice
- Litavka
- Lomná
- نايسه
- Lužnice
- وسينا
- نهر مالسي
- Mandau
- Metuje
- Mírovka
- مورافا
- سربسك
- Mrlina
- Nežárka
- أودر
- Ohře
- أولزا
- أوبافا
- Orlice
- Oslava
- Ostravice
- Otava
- Petrůvka
- Ploučnice
- Pšovka
- Punkva
- نهر رادبوزا
- رولافا
- سازافا
- ستريلا
- Svatava
- Svitava
- Svratka
- تبلا  [لغات أخرى]‏
- Thaya
- نهر أوهلافا
- ميكرو
- Úslava
- فلتافا
- Volyňka
- إلستر الأبيض
- Želivka